# 크리슈나
크리슈나(/ˈkrɪʃnə/; 산스크리트어: कृष्ण, IAST: Kṛṣṇa sa)는 힌두교에서 중요한 신 중 하나이다. 그는 비슈누의 여덟 번째 아바타라이며, 또한 그 자신이 최고신으로서 숭배된다. 그는 보호, 연민, 부드러움, 그리고 사랑의 신이며, 힌두교의 신들 사이에서 널리 숭배된다. 크리슈나의 생일은 매년 힌두교도들에 의해 크리슈나 얀마슈타미에 기념되는데, 태음태양력 힌두력에 따라 그레고리력으로 8월 말이나 9월 초에 해당된다.
크리슈나의 삶에 대한 일화와 이야기는 일반적으로 크리슈나 릴라로 통칭된다. 그는 마하바라타, 바가바타 푸라나, 브라흐마 바이바타 푸라나, 바가바드 기타의 중심 인물이며, 많은 힌두교 철학, 신학, 신화 문헌에 언급되어 있다. 크리슈나는 갓난아이, 장난꾸러기, 모범적인 연인, 신성한 영웅, 그리고 보편적인 최고 존재 등 다양한 관점으로 묘사된다. 그의 도상은 이러한 전설을 반영하며 버터를 먹는 유아, 플루트를 연주하는 어린 소년, 라다와 함께 있거나 여자 신자들에게 둘러싸인 어린 소년, 아르주나에게 조언을 해주는 친절한 자선가 등 그의 삶의 여러 단계를 보여준다.
크리슈나의 이름과 동의어는 기원전 1천년대 문학과 컬트로 거슬러 올라간다. 크리슈나파와 같은 일부 하위 전통에서, 크리슈나는 최고신이자 스와얌 바가반(신 그 자체)으로 숭배된다. 이러한 하위 전통은 중세 시대 바크티 운동의 맥락에서 발생했다. 크리슈나 관련 문학은 바라타나탐, 카타칼리, 쿠치푸디, 오디시, 마니푸리 춤과 같은 수많은 공연 예술에 영감을 주었다. 그는 범 힌두교 신이지만 특히 우타르프라데시주의 브린다반, 구자라트주의 드와르카 및 주나가드, 오디샤주의 자간나타로서, 서벵골주의 마야푸르, 판다르푸르의 비토바의 측면으로서, 마하라슈트라주, 라자스탄주 나트드와라의 슈리나트지로서, 카르나타카주의 우투피 크리슈나로서, 타밀나두주의 파르타사라티로서, 케랄라주의 아란물라와 구루바요오라판으로서 숭배받는 등 일부 지역에서 다양한 측면으로 숭배받는다. 1960년대 이후 크리슈나 숭배는 주로 크리슈나 의식국제협회(ISKCON)의 활동으로 인해 서구권과 아프리카로 퍼져나갔다.

## 이름과 별칭
"크리슈나"라는 이름은 "검은", "어두운" 또는 "어두운 파란색"을 의미하는 산스크리트어 kṛṣṇa에서 유래한다. 달이 이지러지는 것은 "어두워지는"이라는 형용사와 관련하여 크리슈나 박샤라고 불린다. 일부 비슈누파 신자들은 이 단어를 "모든 매력적인"이라고 번역하기도 하지만, 산스크리트어에서는 그러한 의미를 가지지 않는다.
비슈누의 이름으로서, 크리슈나는 비슈누 사하스라나마의 57번째 이름으로 등재되어 있다. 그의 이름을 바탕으로, 크리슈나는 종종 신상에서 검은색 또는 파란색 피부로 묘사된다. 크리슈나는 그의 많은 연관성과 속성을 반영하는 다양한 다른 이름, 별칭, 칭호로도 알려져 있다. 가장 흔한 이름 중에는 "매혹자"를 의미하는 모한, "주요 목동"을 의미하는 고빈다, "장난꾸러기"를 의미하는 키브, 그리고 "영혼" 또는 "소"를 의미하는 '고'의 "보호자"를 의미하는 고팔라가 있다. 일부 크리슈나 이름은 지역적으로 중요성을 지닌다. 푸리 힌두교 사원에 있는 자간나타는 오디샤주와 인도 동부 인근 지역에서 인기 있는 화신이다.

## 역사적 및 문학적 출처
크리슈나의 전통은 고대 인도의 여러 독립적인 신들의 융합으로 보이며, 가장 초기에 입증된 것은 바수데바이다. 바수데바는 브리슈니족의 영웅-신으로, 브리슈니 영웅에 속하며, 그의 숭배는 기원전 5세기에서 6세기경 파니니의 저술에서, 그리고 기원전 2세기경에는 헬리오도로스 기둥과 같은 금석문에서 입증된다. 한때 브리슈니족은 야다바족과 합병되었는데, 야다바족의 영웅-신은 크리슈나였다. 바수데바와 크리슈나는 하나의 신으로 융합되어 마하바라타에 등장하며, 마하바라타와 바가바드 기타에서 비슈누와 동일시되기 시작했다. 서기 4세기경, 가축의 보호자인 아비라족의 고팔라 크리슈나 숭배와 같은 또 다른 전통도 크리슈나 전통에 흡수되었다.

### 초기 금석문 자료

#### 주화에 묘사된 모습 (기원전 2세기)
기원전 180년경, 인도-그리스 왕 아가토클레스 디카이오스는 현재 인도의 비슈누파와 관련된 신들의 이미지가 새겨진 주화(아이하눔, 아프가니스탄에서 발견)를 발행했다. 주화에 묘사된 신들은 가다 철퇴와 쟁기를 속성으로 가진 상카르샤나-발라라마, 그리고 샹카(소라 고둥)와 수다르샤나차크라를 속성으로 가진 바수데바-크리슈나로 해석된다. 오스문트 보페아라치에 따르면, 신의 머리 장식은 실제로는 꼭대기에 반달 모양의 양산(차트라)이 있는 덮개봉을 잘못 표현한 것이다.

#### 비문
브라흐미 문자 비문이 새겨진 석조 기둥인 헬리오도로스 기둥은 식민지 시대 고고학자들에 의해 베스나가르(비디샤, 인도 중부 마디아프라데시주)에서 발견되었다. 비문 내적 증거를 바탕으로 기원전 125년에서 100년 사이로 연대가 측정되었으며, 현재는 그리스 왕 안티알키다스의 대사로 지역 인도 왕 카시푸트라 바가바드라를 섬긴 헬리오도로스의 이름을 따서 명명되었다. 헬리오도로스 기둥 비문은 헬리오도로스가 "바수데바"(초기 신이자 인도 전통에서 크리슈나의 또 다른 이름)에게 바친 개인적인 종교적 봉헌물이다. 기둥이 "바가바타 헬리오도로스"에 의해 세워졌으며, "가루다 기둥"(둘 다 비슈누-크리슈나 관련 용어)임을 명시한다. 또한 비문에는 마하바라타 11장 7절의 크리슈나 관련 구절이 포함되어 있는데, 불멸과 천국으로 가는 길은 세 가지 덕목인 자기 절제 (다마), 관대함 (차가 또는 탸가), 그리고 경계심 (아프라마닷)의 삶을 올바르게 사는 것이라고 명시한다. 헬리오도로스 기둥 유적지는 1960년대에 고고학자들에 의해 완전히 발굴되었다. 그 노력으로 성소, 만다파스, 그리고 일곱 개의 추가 기둥을 갖춘 훨씬 더 큰 고대 타원형 사원 단지의 벽돌 기초가 드러났다. 헬리오도로스 기둥 비문과 사원은 고대 인도에서 크리슈나-바수데바 숭배와 비슈누파의 가장 초기에 알려진 증거 중 하나이다.
헬리오도로스 비문은 고립된 증거가 아니다. 모두 라자스탄주에 위치하며 현대 방법론으로 기원전 1세기로 연대가 측정된 하티바다 고순디 비문은 상카르샤나와 바수데바를 언급하며, 그 건축물이 최고신 나라야나와 관련하여 그들의 숭배를 위해 세워졌다는 것을 언급한다. 이 네 가지 비문은 가장 오래된 산스크리트어 비문 중 일부라는 점에서 주목할 만하다.
현재 마투라 박물관에 소장되어 있는 우타르프라데시주의 마투라-브린다반 고고학 유적지에서 발견된 모라 석판에는 브라흐미 문자 비문이 새겨져 있다. 이 석판은 서기 1세기로 연대가 측정되었으며, 상카르샤나, 바수데바, 프라듐나, 아니루다, 그리고 삼바로 알려진 다섯 브리슈니 영웅을 언급한다.
바수데바에 대한 금석문 기록은 기원전 2세기 아가토클레스의 주화와 헬리오도로스 기둥에서 시작되지만, 크리슈나의 이름은 금석문에서 다소 늦게 나타난다. 1세기 전반으로 연대 측정된 파키스탄 북서부 아프가니스탄 국경 근처의 칠라스 2호 고고학 유적지에는 두 남성과 근처의 많은 불교 이미지들이 새겨져 있다. 두 남성 중 더 큰 남성은 두 손에 쟁기와 곤봉을 들고 있었다. 이 예술 작품에는 카로슈티 문자 비문도 있는데, 학자들은 이를 라마-크리슈나로 해독했으며, 두 형제인 발라라마와 크리슈나의 고대 묘사로 해석했다.
크리슈나의 삶 자체를 묘사한 최초의 알려진 작품은 마투라에서 발견된 부조로, 서기 1세기에서 2세기로 연대가 측정되었다. 이 조각은 크리슈나의 아버지인 바수데바가 아기 크리슈나를 바구니에 담아 야무나강을 건너는 모습을 보여주는 것으로 보인다. 이 부조는 한쪽 끝에는 일곱 개의 머리를 가진 나가가 강을 건너는 모습을, 마카라 악어가 주위에서 난폭하게 움직이는 모습을, 다른 쪽 끝에는 한 사람이 바구니를 머리 위로 들고 있는 듯한 모습을 보여준다.

### 문학적 출처

#### 마하바라타
크리슈나를 인물로 자세히 묘사한 가장 오래된 문헌은 서사시 마하바라타로, 크리슈나를 비슈누의 화신으로 묘사한다. 크리슈나는 이 서사시의 많은 주요 이야기에서 중심 인물이다. 서사시의 6권 (비슈마 파르바)에 있는 바가바드 기타를 구성하는 18개 장에는 전장에서 아르주나에게 주는 크리슈나의 조언이 담겨 있다.
바가바드 기타가 편찬된 고대에는 크리슈나가 개별적인 신이라기보다는 비슈누의 화신으로 널리 여겨졌지만, 그는 엄청나게 강력했고 비슈누 외의 거의 모든 우주 만물은 "어떤 식으로든 크리슈나의 몸에 존재했다." 크리슈나는 "시작도 끝도 없었고", "공간을 채웠으며", 브라흐마, "폭풍신, 태양신, 밝은 신", 빛의 신, "그리고 의식의 신들"을 포함하여 비슈누 외의 모든 신들은 궁극적으로 그라고 여겨졌다. "천상의 뱀들"을 포함한 "다양한 생명체의 무리"와 같은 다른 힘들도 그의 몸에 존재했다. 그는 또한 "인류의 본질"이다.
마하바라타의 후기 부록인 하리밤사에는 크리슈나의 어린 시절과 청년기에 대한 자세한 내용이 담겨 있다.

#### 다른 출처
찬도기아 우파니샤드 (구절 III.xvii.6)는 크리슈나야 데바키푸트라야에서 앙기라사 가문의 현자 고라의 제자로서 크리슈나를 언급한다. 고라는 일부 학자들에 의해 자이나교의 스물두 번째 티르탕카라인 네미나타와 동일시된다. "데바키의 아들 크리슈나에게"를 의미하는 이 구절은 막스 뮐러와 같은 학자들에 의해 마하바라타 및 기타 고대 문헌에 나오는 크리슈나에 대한 우화와 베다 전설의 잠재적 원천으로 언급되었다. 이는 이 구절이 텍스트에 삽입되었을 수도 있거나, 크리슈나 데바키푸트라가 신 크리슈나와 다를 수도 있기 때문에 잠재적일 뿐이다. 이러한 의심은 훨씬 후기 시대의 샹딜야 바크티 수트라(크리슈나에 대한 논문)들이 나라야나 우파니샤드와 같은 후기 시대의 편찬물들을 인용하지만 이 찬도기아 우파니샤드 구절을 결코 인용하지 않는다는 사실에 의해 뒷받침된다. 다른 학자들은 고대 우파니샤드에서 데바키와 함께 언급된 크리슈나가 바가바드 기타의 명성을 얻은 후기 힌두교 신과 무관하다는 주장에 동의하지 않는다. 예를 들어, 아처는 같은 우파니샤드 구절에서 두 이름이 함께 나타나는 우연의 일치를 쉽게 무시할 수 없다고 말한다.
기원전 6세기경에 출판된 야스카의 니루크타는 크리슈나에 대한 잘 알려진 푸라나 이야기의 모티프인 아크루라가 소유한 샤만타카 보석에 대한 언급을 포함한다. 샤타파타 브라마나와 아이타레야-아란야카는 크리슈나를 그의 브리슈니 기원과 연관시킨다.
고대 문법학자 파니니 (아마도 기원전 5세기 또는 6세기)가 저술한 아쉬타드햐야이에는 바수데바와 아르주나가 숭배의 대상으로 같은 수트라에서 함께 언급된다.
셀레우코스 1세의 궁정에 파견된 기원전 4세기 말의 그리스 민족지학자이자 대사인 메가스테네스는 그의 유명한 저서 인디카에서 헤라클레스를 언급했다. 이 문헌은 현재는 소실되었지만, 이후 그리스인인 아리아노스, 디오도로스 시켈로스, 그리고 스트라본의 보조 문헌에 인용되었다. 이 문헌들에 따르면, 메가스테네스는 헤라클레스를 숭배하는 인도의 수라세노이족이 메토라와 클레이소보라라는 두 개의 주요 도시와 조바레스라는 항해 가능한 강을 가지고 있었다고 언급했다. 인도 종교 교수이자 크리슈나에 대한 저서로 유명한 에드윈 브라이언트에 따르면, "수라세노이가 크리슈나가 속했던 야두 왕조의 한 분파인 수라세나족을 지칭한다는 데는 의심의 여지가 거의 없다." 브라이언트는 헤라클레스라는 단어가 하리-크리슈나의 그리스어 음역일 가능성이 높으며, 메토라는 마투라, 클레이소보라는 크리슈나푸라, 조바레스는 야무나에 해당한다고 말한다. 이후 알렉산드로스 대왕이 인도 아대륙 북서부에서 원정을 시작했을 때, 그의 동료들은 포루스의 병사들이 헤라클레스의 형상을 들고 있었다는 것을 기억했다.
불교 팔리 경전과 가타-자타카(No.  454)는 바수데바와 발라데바의 신봉자들을 논쟁적으로 언급한다. 이 문헌들은 많은 특이점을 가지고 있으며, 크리슈나 전설을 왜곡하고 혼란스럽게 만든 버전일 수 있다. 자이나교 문헌들 또한 이러한 이야기들을 많은 특이점과 다른 버전으로, 티르탕카라들에 대한 전설에서 언급한다. 크리슈나 관련 전설이 고대 불교 및 자이나 문학에 포함되어 있다는 것은 고대 인도의 비힌두 전통에서 크리슈나 신학이 존재하고 중요했음을 시사한다.
고대 산스크리트어 문법학자 파탄잘리는 그의 마하바샤에서 후기 인도 문헌에 나오는 크리슈나와 그의 동료들에 대한 여러 언급을 한다. 그는 파니니의 3.1.26절에 대한 주석에서 크리슈나를 둘러싼 전설의 중요한 부분인 캄사바다 또는 "캄사 살해"라는 단어를 사용하기도 한다.

#### 푸라나
많은 푸라나는 크리슈나의 삶의 이야기나 그 하이라이트를 들려준다. 바가바타 푸라나와 비슈누 푸라나는 크리슈나 이야기의 가장 정교한 서술을 담고 있지만, 이들과 다른 문헌들에 나오는 크리슈나의 삶 이야기는 다양하며, 상당한 불일치를 포함한다. 바가바타 푸라나는 12권으로 구성되어 있으며 332개 장으로 세분화되어 있고, 버전에 따라 총 16,000에서 18,000 구절을 포함한다. 이 텍스트의 10권은 약 4,000 구절(~25%)을 포함하며 크리슈나에 대한 전설에 할애되어 있는데, 이 텍스트에서 가장 인기 있고 널리 연구된 부분이다.

## 도상학
- 크리슈나와 라스 릴라를 묘사하는 도상학의 변형
- 파일:Krishna_dances_in_the_Raslila_with_the_Gopis.jpg
- 파일:Radha,_Krishna_and_the_gopis,_Bharatiya_Lok_Kala_Museum,_Udaipur,_India.jpg
- 파일:Krishna_dancing_with_the_gopis_(6124519381).jpg
- 파일:Krishna_and_Radha_dancing_the_Rasalila,_Jaipur,_19th_century.jpg
- 파일:Fresco_depicting_Raslila,_the_joyful_dance_of_Krishna_with_his_favourite_gopi,_Radha,_from_a_Hindu_temple_in_Fateh_Jang,_Attock_district.jpg
- 파일:ShyamRai_Mandir_Bishnupur_WB_Terracotta_works_Ras_Leela.jpg
- 파일:The_Hindu_deity_Krishna_playing_the_flute.jpg15세기 인도 남부 크리슈나의 화강암 조각상

크리슈나는 인도 전통에서 여러 방식으로 묘사되지만, 몇 가지 공통적인 특징을 지닌다. 그의 도상학은 일반적으로 비슈누처럼 검거나 어둡거나 파란색 피부를 가진 것으로 묘사된다. 그러나 고대 및 중세의 부조와 석조 예술은 인도와 동남아시아 모두에서 그가 형성된 재료의 자연색으로 그를 묘사한다. 일부 문헌에서는 그의 피부가 잠불(자문, 보라색 과일) 색깔로 시적으로 묘사된다.
크리슈나는 종종 공작 깃털 화환이나 왕관을 쓰고 반수리 (인도 플루트)를 연주하는 모습으로 묘사된다. 이 형태에서 그는 보통 트리방가 자세로 한쪽 다리를 다른 쪽 다리 앞에 구부린 채 서 있는 모습으로 나타난다. 그는 때때로 신성한 목동 고빈다를 상징하는 소나 송아지와 함께 나타나기도 한다. 또는, 라다와 함께 있거나 여성 신자들에게 둘러싸인, 음악을 연주하거나 장난을 치는 낭만적인 젊은 소년으로 묘사된다.
다른 도상에서는 서사시 마하바라타의 전장 장면에 등장한다. 그는 전차를 모는 사람으로, 특히 판다바 왕자 아르주나에게 조언을 할 때 묘사되는데, 이는 힌두교 경전인 바가바드 기타로 이어진 사건들을 상징적으로 반영한다. 이러한 대중적인 묘사에서 크리슈나는 전차를 모는 사람으로서, 아르주나의 말을 듣는 조언자로서 또는 쿠루크셰트라 전쟁에서 아르주나가 화살을 조준하는 동안 전차를 모는 자로서 앞에 등장한다.
크리슈나의 다른 도상에서는 그가 아기(발라 크리슈나, 아기 크리슈나), 손과 무릎으로 기어 다니는 유아, 춤추는 아이, 또는 장난스럽게 버터를 훔치거나 먹는 순진해 보이는 아이(마칸 초르), 손에 라두를 들고 있는 모습(라두 고팔), 또는 프랄라야(우주적 해체) 동안 마르칸데야 현자가 관찰한 바니안 잎 위를 떠다니며 발가락을 빠는 우주적인 아기 모습으로 나타난다. 크리슈나 도상학의 지역적 변형은 오디샤주의 자간나타, 마하라슈트라주의 비토바, 라자스탄주의 슈리나트지, 그리고 케랄라주의 구루바요오라판과 같은 다양한 형태로 나타난다.
디자인 및 건축에서 크리슈나 도상 제작 지침은 바이카나사 아가마, 비슈누 다르모타라, 브리하트 삼히타, 아그니 푸라나와 같은 힌두 사원 예술에 관한 중세 시대 산스크리트어 문헌에 설명되어 있다. 마찬가지로 초기 중세 시대 타밀 문학도 크리슈나와 루크미니 조각에 대한 지침을 포함한다. 이러한 지침에 따라 만들어진 여러 조각상은 첸나이 정부 박물관 소장품에 있다.
크리슈나 도상학은 17세기부터 19세기 벵골의 테라코타 사원 조각에서 중요한 요소를 형성한다. 많은 사원에서 크리슈나의 이야기는 파사드 기단부를 따라 길고 좁은 패널 시리즈로 묘사된다. 다른 사원에서는 중요한 크리슈나릴라 에피소드가 입구 아치 위 또는 입구 주변 벽에 있는 큰 벽돌 패널에 묘사된다.

## 삶과 전설
이 요약은 마하바라타, 하리밤사, 바가바타 푸라나, 비슈누 푸라나의 문학적 세부 사항을 기반으로 한 이야기이다. 이야기의 장면은 고대 인도, 주로 현재의 우타르프라데시주, 비하르, 라자스탄주, 하리아나, 델리, 구자라트주에 설정되어 있다. 크리슈나의 삶에 대한 전설은 크리슈나 차리타스({{{1}}}: Kṛṣṇacaritas)라고 불린다.

### 탄생
크리슈나 차리타에 따르면, 크리슈나는 마투라에서 데바키와 그녀의 남편인 바수데바에게서 태어난다. 데바키의 오빠는 폭군 캄사이다. 푸라나 전설에 따르면, 데바키의 결혼식에서 캄사는 점성가들로부터 데바키의 자녀가 자신을 죽일 것이라는 예언을 듣는다. 때로는 아카샤바니가 캄사의 죽음을 예고하는 것으로 묘사되기도 한다. 캄사는 데바키의 모든 자녀를 죽이려 한다. 크리슈나가 태어나자 바수데바는 몰래 아기 크리슈나를 야무나 강을 건너 데리고 가서 야쇼다의 딸과 바꾼다. 캄사가 갓난아기를 죽이려 할 때, 바뀐 아기는 힌두 여신 요가마야로 나타나 캄사에게 그의 왕국에 죽음이 도래했음을 경고한 후 사라진다. 크리슈나는 현대 마투라 근처에서 난다와 그의 아내 야쇼다와 함께 자란다. 이 전설에 따르면 크리슈나의 형제자매 중 두 명인 발라라마와 수바드라도 살아남는다. 크리슈나의 탄생일은 크리슈나 얀마슈타미로 기념된다.

### 어린 시절과 청년기
크리슈나의 어린 시절과 청년기 전설은 그를 목동, 장난으로 인해 마칸 초르(버터 도둑)라는 별명을 얻은 개구쟁이 소년, 그리고 고쿨과 브린다바나 사람들의 마음을 훔친 수호자로 묘사한다. 문헌에 따르면, 예를 들어, 크리슈나는 브린다바나 주민들을 파괴적인 비와 홍수로부터 보호하기 위해 고바르다나 언덕을 들어 올린다.
다른 전설들은 그를 브린다바나의 고피(우유 짜는 여인들), 특히 라다의 매혹자이자 장난기 넘치는 연인으로 묘사한다. 이 은유적인 사랑 이야기는 라사 릴라로 알려져 있으며, 자야데바의 시인 기타 고빈다에서 낭만적으로 표현되었다. 또한 이들은 라다 크리슈나를 숭배하는 크리슈나 바크티 전통의 발전에 중심적인 역할을 한다.
크리슈나의 어린 시절은 즐거움과 재미를 위한 것이지 스포츠나 이득을 위한 것이 아닌, 놀이를 의미하는 힌두교의 릴라 개념을 보여준다. 라사 춤이나 라사 릴라에서 고피들과의 상호작용이 한 예이다. 크리슈나는 피리를 불고 고피들은 무엇을 하든지 즉시 야무나강 기슭으로 와서 그와 함께 노래하고 춤춘다. 심지어 물리적으로 그곳에 있을 수 없었던 이들도 명상을 통해 그와 합류한다. 그는 영적인 본질이자 존재 안에 있는 영원한 사랑이며, 고피들은 은유적으로 프라크리티 물질과 일시적인 육체를 나타낸다.:256
이 릴라는 크리슈나의 어린 시절과 청년기 전설에서 끊임없는 주제이다. 심지어 그가 다른 사람들을 보호하기 위해 뱀과 싸울 때조차도, 힌두교 문헌에서는 마치 그가 게임을 하는 것처럼 묘사된다.:255 크리슈나의 이러한 장난기 넘치는 특성은 라사-릴라와 크리슈나 얀마슈타미와 같은 축제에서 기념되는데, 마하라슈트라주와 같은 일부 지역의 힌두교도들은 그의 전설을 장난스럽게 흉내내어 사람의 체조 피라미드를 만들어 공중에 높이 매달린 항아리를 부수어 버터나 버터밀크를 "훔쳐" 그룹 전체에 쏟아붓는 등의 행동을 한다.:253–261

### 성년기
크리슈나 전설은 그가 마투라로 돌아온 것을 묘사한다. 그는 폭군인 그의 외삼촌 캄사를 암살 시도 여러 차례 진압한 후 전복하고 죽인다. 그는 캄사의 아버지인 우그라세나를 야다바족의 왕으로 재위시키고 궁정의 주요 왕자가 된다. 산타 라오가 서술한 크리슈나 이야기의 한 버전에 따르면, 크리슈나는 캄사 사망 후 야다바족을 새로 건설된 드와르카 시로 이끈다. 그 후 판다바들이 부상한다. 크리슈나는 아르주나와 쿠루 왕국의 다른 판다바 왕자들과 친구가 된다. 크리슈나는 마하바라타에서 핵심적인 역할을 한다.
바가바타 푸라나는 크리슈나의 여덟 아내를 순서대로 루크미니, 사티아바마, 잠바바티, 칼린디, 미트라빈다, 나그나지티(사티아라고도 불림), 바드라, 그리고 락슈마나(마드라라고도 불림)로 묘사한다. 이는 여덟 아내가 각기 다른 측면을 상징한다는 은유로 해석되어 왔다. 비슈누파 문헌에서는 모든 고피들을 크리슈나의 아내로 언급하지만, 이는 헌신적인 관계와 크리슈나가 그에게 헌신하는 모든 이들에 대한 완전한 사랑의 헌신을 나타내는 영적인 상징으로 이해된다.
크리슈나 관련 힌두 전통에서 그는 라다와 가장 흔히 함께 나타난다. 그의 모든 아내와 그의 연인 라다는 힌두 전통에서 비슈누의 배우자인 락슈미 여신의 아바타라로 간주된다. 고피는 락슈미 또는 라다의 현현으로 여겨진다.

### 쿠루크셰트라 전쟁과 바가바드 기타
서사시 마하바라타에 따르면, 크리슈나는 쿠루크셰트라 전쟁에서 아르주나의 전차를 모는 사람이 되지만, 개인적으로 어떤 무기도 들지 않는다는 조건으로 그렇게 한다. 전장에 도착하여 적들이 그의 가족, 할아버지, 사촌, 그리고 사랑하는 사람들이라는 것을 본 아르주나는 감동하여 마음이 싸우고 다른 사람들을 죽이는 것을 허락하지 않을 것이라고 말한다. 그는 차라리 왕국을 포기하고 자신의 간디바 (아르주나의 활)를 내려놓겠다고 한다. 크리슈나는 그에게 삶의 본질, 윤리, 도덕성, 선과 악 사이의 전쟁에 직면했을 때의 물질의 무상함, 영혼과 선의 영원함, 의무와 책임, 진정한 평화와 축복의 본질, 그리고 이러한 축복과 내적 해탈의 상태에 도달하기 위한 다양한 요가의 종류에 대해 조언한다. 크리슈나와 아르주나 사이의 이 대화는 바가바드 기타라는 담론으로 제시된다.

### 죽음과 승천
인도 문헌에 따르면 전설적인 쿠루크셰트라 전쟁으로 인해 간다리의 백 아들 모두가 죽었다. 두료다나의 죽음 이후, 크리슈나는 스트리 파르바에 언급된 대로 간다리와 드리타라슈트라가 쿠루크셰트라를 방문했을 때 간다리를 방문하여 조의를 표한다. 크리슈나가 의도적으로 전쟁을 끝내지 않았다고 느낀 간다리는 분노와 슬픔에 휩싸여 "오 고빈다여, 그대는 쿠루족과 판다바족이 서로를 죽일 때 무관심했으니, 그러므로 그대는 그대의 친척들을 죽이는 자가 될 것이다!"라고 말했다. 마하바라타에 따르면, 야다바족의 축제에서 싸움이 벌어져 그들이 서로를 죽이게 된다. 잠들어 있던 크리슈나를 사슴으로 착각한 자라라는 사냥꾼이 크리슈나의 발에 화살을 쏘아 치명적인 부상을 입힌다. 크리슈나는 자라를 용서하고 죽는다. 구자라트주의 블할카 순례지(티르타)는 크리슈나가 죽었다고 믿어지는 장소를 기념한다. 디아나 L. 에크에 따르면, 이곳은 문자적으로 크리슈나가 "자신의 몸을 포기한" 장소를 의미하는 데호트사르가라고도 알려져 있다. 바가바타 푸라나 11권 31장에는 크리슈나가 죽은 후 자신의 요가적 집중으로 인해 직접 초월적인 거처로 돌아갔다고 명시되어 있다. 브라흐마와 인드라와 같이 기다리던 신들은 크리슈나가 인간의 화신을 떠나 자신의 거처로 돌아가는 길을 추적할 수 없었다.

### 버전 및 해석
크리슈나의 생애 이야기는 수많은 버전이 있으며, 그중 세 가지가 가장 많이 연구된다: 하리밤사, 바가바타 푸라나, 그리고 비슈누 푸라나이다. 이들은 기본적인 줄거리는 공유하지만, 세부 사항, 내용, 스타일에서 크게 다르다. 가장 독창적인 작품인 하리밤사는 크리슈나의 삶을 가난한 목동의 삶으로 묘사하지만 시적이고 암시적인 환상을 엮어 넣는 사실적인 스타일로 서술된다. 크리슈나의 죽음이 아닌 승리의 장면으로 끝난다. 일부 세부 사항에서 차이가 있지만, 비슈누 푸라나의 5권은 하리밤사의 사실주의에서 벗어나 크리슈나를 신비로운 용어와 찬양으로 묘사한다. 비슈누 푸라나 필사본은 여러 버전으로 존재한다.
바가바타 푸라나의 10권과 11권은 상상력과 은유가 풍부한 시적 걸작으로 널리 간주되며, 하리밤사에 나타나는 전원 생활의 사실주의와는 관련이 없다. 크리슈나의 삶은 양부 난다가 왕으로 묘사된 왕자 같은 삶으로 설정된 우주적 놀이(릴라)로 제시된다. 크리슈나의 삶은 하리밤사에서는 인간의 삶에 더 가깝지만, 바가바타 푸라나에서는 크리슈나가 항상 우주 안에 있고 그 너머에 있으며 우주 자체인 상징적인 우주이다. 바가바타 푸라나 필사본 또한 수많은 인도 언어로 여러 버전이 존재한다.

## 제안된 연대 및 역사성
크리슈나의 탄생일은 매년 얀마슈타미로 기념된다.
가이 벡에 따르면, "대부분의 힌두교 및 인도 역사 학자들은 크리슈나의 역사성을 인정한다. 즉, 그가 인간이든 신이든 실제 남성이었으며, 최소 기원전 1000년경 인도 땅에 살았고 서사시 및 푸라나 역사 주기의 많은 다른 역사적 인물들과 상호작용했다는 것이다." 그러나 벡은 또한 "산스크리트어 경전에 묘사된 크리슈나 생애의 연대기에 엄청난 수의 모순과 불일치"가 존재한다고 지적한다.
일부 학자들은 특히 마하바라타 5권(우됴가파르반)에 자세히 묘사된 크리슈나의 평화 사절단이 실제 사건을 바탕으로 했을 가능성이 높다고 믿는다. 서사시의 번역가 J.A.B. 반 부이트넨은 이 맥락에서 "마하바라타에 묘사된 삶에 어느 정도의 진실성이 있었다"고 가정한다.

## 철학과 신학
다양한 신학적, 철학적 사상이 힌두교 문헌에서 크리슈나를 통해 제시된다. 프리드헬름 하디에 따르면, 바가바드 기타의 가르침은 최초의 크리슈나파 신학 체계로 간주될 수 있다.
바크티 운동에 영향을 미친 힌두교 철학자이자 신학자인 라마누자는 크리슈나를 제한적 일원론, 즉 비이원론 (비시슈타드바이타 학파)으로 제시했다. 하리다사 전통의 비슈누파 창립을 이끈 철학자 마드바차리야는 이원론 (드바이타)의 틀 안에서 크리슈나를 제시했다. 베다베다 — 개별 자아가 궁극적 실재와 다르면서도 다르지 않다고 가르치는 학파 —는 일원론과 이원론의 입장보다 앞선다. 중세 베다베다 사상가 중에는 님바르카차리야 (쿠마라 삼프라다야 (드바이타드바이타 철학 학파)를 창립), 그리고 가우디야 비슈누파 학파의 성인 지바 고스와미가 있으며, 이들은 바크티 요가와 아친티아 베다 아베다의 관점에서 크리슈나 신학을 설명했다. 크리슈나 신학은 비슈누파 푸시티 종파의 창시자인 발라바 아차리야에 의해 순수 일원론 (슈다드바이타) 틀에서 제시된다. 인도 철학자 마두수다나 사라스바티는 비이원론-일원론 틀(아드바이타 베단타)에서 크리슈나 신학을 제시했으며, 힌두교의 주요 사상 흐름을 통합하고 확립한 것으로 평가받는 샹카라는 8세기 초 판차야타나 푸자에 대한 논의에서 크리슈나를 언급했다.
바가바타 푸라나는 크리슈나를 위한 아드바이타, 상키야 학파, 요가 틀을 종합하지만, 크리슈나에 대한 사랑의 헌신을 통해 그렇게 한다. 브라이언트는 바가바타 푸라나에 나타난 사상들의 종합을 다음과 같이 묘사한다:
바가바타의 철학은 베단타 용어, 상키야 형이상학, 그리고 헌신적 요가 수행의 혼합이다. (...) 10권은 크리슈나를 신성한 가장 높은 절대적 인격적 측면, 즉 이슈바라라는 용어 뒤에 있는 인격, 그리고 브라흐만의 궁극적 측면으로 옹호한다.— 에드윈 브라이언트, Krishna: A Sourcebook

셰리던과 핀치만은 브라이언트의 견해를 모두 지지하지만, 후자는 바가바타에서 강조되는 베단타적 관점이 차이점이 있는 비이원론적이라고 덧붙인다. 전통적인 비이원 베단타에서는 모든 실재가 상호 연결되어 하나이지만, 바가바타는 실재가 상호 연결되어 있고 다원적이라고 가정한다.
다양한 신학과 철학을 통틀어, 공통적인 주제는 크리슈나를 신성한 사랑의 본질이자 상징으로 제시하며, 인간의 삶과 사랑을 신성한 것의 반영으로 본다. 크리슈나와 고피들의 갈망과 사랑으로 가득 찬 전설, 아기 때의 장난스러운 행동, 그리고 다른 인물들과의 후기 대화는 신에 대한 인간의 갈망과 의미, 그리고 보편적인 것과 인간 영혼 사이의 유희에 대한 은유로 철학적으로 다루어진다. 크리슈나의 릴라는 사랑의 놀이 신학이다. 존 콜러에 따르면, "사랑은 구원을 위한 수단으로 제시될 뿐만 아니라, 최고의 삶이다." 인간의 사랑은 신의 사랑이다.
바가바드 기타와 같은 크리슈나를 포함하는 다른 문헌들은 힌두교 전통에서 수많은 바샤 (주석)를 끌어들였다. 힌두 서사시 마하바라타의 일부에 불과하지만, 바가바드 기타는 독립적인 영적 지침서 역할을 해왔다. 그것은 크리슈나와 아르주나를 통해 인간 삶의 윤리적, 도덕적 딜레마를 우화적으로 제기한다. 그리고 인간의 자유, 선택, 그리고 자신과 타인에 대한 책임에 대한 이념적 질문들을 다루는 다양한 답변들을 제시한다. 이 크리슈나 대화는 비폭력을 가르치는 내면의 인간 투쟁에 대한 은유에서부터 침묵주의와 박해를 거부하는 외면의 인간 투쟁에 대한 은유에 이르기까지 수많은 해석을 끌어들였다.
고전적인 아드바이타 베단타에 기여한 것으로 알려진 마두수다나 사라스바티는 크리슈나의 신봉자이기도 했으며, 그의 작품들, 특히 그의 바가바드 기타 주석서인 바가바드 기타 구다르타디피카에서 다양한 구절로 그의 헌신을 표현했다. 그의 작품에서 크리슈나는 최고 신이자 바가반으로 식별되며, 마두수다나는 그를 모든 존재의 밑바탕에 있는 순수한 존재, 의식, 그리고 축복을 구현하는 비이원적 자아로 묘사한다. 기타에 대한 그의 주석서에서 크리슈나는 종종 니르구나 브라흐만을 나타내는 것으로 해석되어, 초월적인 신 이해를 제시한다.

## 영향

### 비슈누파
크리슈나 숭배는 힌두교의 주요 전통 중 하나인 비슈누파의 일부이다. 크리슈나는 비슈누의 완전한 아바타라이거나 비슈누 자체와 동일시된다. 그러나 크리슈나와 비슈누 사이의 정확한 관계는 복잡하고 다양하며, 크리슈나파 삼프라다야의 크리슈나는 독립적인 신이자 최고신으로 간주된다. 비슈누파는 비슈누의 많은 화신을 받아들이지만, 크리슈나는 특히 중요하다. 그들의 신학은 일반적으로 비슈누 또는 크리슈나와 같은 화신을 최고신으로 중심으로 한다. 크리슈나파와 비슈누파라는 용어는 때때로 둘을 구별하기 위해 사용되는데, 전자는 크리슈나가 초월적인 최고 존재임을 의미한다. 프리드헬름 하디와 같은 일부 학자들은 크리슈나파를 비슈누파의 하위 종파나 분파로 정의하지 않고, 평행하고 결코 덜 고대적이지 않은 힌두교의 흐름으로 간주한다.
모든 비슈누파 전통은 크리슈나를 비슈누의 여덟 번째 아바타라로 인정한다. 다른 전통은 크리슈나를 비슈누와 동일시하는 반면, 가우디야 비슈누파, 에카사라나 다르마, 마하나움 삼프라다야, 님바르카 삼프라다야, 발라바 삼프라다야와 같은 크리슈나파 전통은 크리슈나를 비슈누의 아바타라뿐만 아니라 스와얌 바가반, 즉 주님의 본래 형태 또는 힌두교의 브라흐만 개념과 동일하게 간주한다. 자야데바의 기타고빈다는 크리슈나를 최고의 주님으로 간주하는 반면, 십대 화신은 그의 형태이다. 스와미나라얀 삼프라다야의 창시자인 스와미나라얀도 크리슈나를 신 자체로 숭배했다. "더 큰 크리슈나파"는 베다 시대 후기의 바수데바, 크리슈나, 고팔라 숭배를 중심으로 하는 비슈누파의 두 번째이자 지배적인 단계에 해당한다. 오늘날 이 신앙은 인도 밖에서도 상당한 추종자를 가지고 있다.

#### 초기 전통
크리슈나-바수데바(kṛṣṇa vāsudeva, "바수데바 아나카둔두비의 아들 크리슈나")는 역사적으로 크리슈나파와 비슈누파에서 가장 초기에 숭배된 형태 중 하나이다. 이는 고대 크리슈나 종교 초기 역사에서 중요한 전통으로 여겨진다. 그 후, 다양한 유사한 전통들이 융합되었다. 여기에는 고대 바가바티즘, 고팔라 숭배, "크리슈나 고빈다"(소 찾는 크리슈나), 발라크리슈나(아기 크리슈나) 및 "크리슈나 고피발라바"(고피의 연인 크리슈나) 숭배가 포함된다. 앙드레 쿠튀르에 따르면, 하리밤사는 다양한 인물들을 크리슈나의 측면으로 종합하는 데 기여했다.
이미 초기 중세 시대에 자간나트교(오디아 비슈누파)는 자간나타(직역: ''우주의 주님'')신, 즉 크리슈나의 추상적인 형태로 시작되었다. 자간나트교는 크리슈나파의 지역 사원 중심 버전이었으며, 자간나타는 주요 신, 푸루쇼타마 및 파라 브라흐만으로 이해되지만, 비종파적 혼합주의적 비슈누파이자 범힌두교 숭배로도 간주될 수 있다. 비슈누 다르마 푸라나(4세기경)에 따르면, 크리슈나는 오디아(오디샤주)에서 푸루쇼타마의 형태로 숭배된다. 푸리의 저명한 자간나타 사원은 서기 800년경부터 이 전통 내에서 특히 중요했다.

### 바크티 전통
헌신을 의미하는 바크티라는 용어의 사용은 어떤 한 신에만 국한되지 않는다. 그러나 크리슈나는 힌두교 내의 헌신주의 전통, 특히 비슈누파 크리슈나파 종파들 사이에서 중요하고 인기 있는 헌신의 대상이다. 크리슈나 신봉자들은 '신성한 놀이'를 의미하는 릴라 개념을 우주의 중심 원리로 받아들인다. 이는 크리슈나가 바가바드 기타에서 논한 세 가지 요가 유형 중 하나인 바크티 요가의 한 형태이다.

#### 인도 아대륙
크리슈나에게 헌신하는 바크티 운동은 서기 7세기에서 9세기 사이에 남인도에서 두드러지게 나타났다. 초기 작품에는 타밀나두주의 알바르 성도들의 작품이 포함된다. 그들의 주요 작품 모음은 디비아 프라반담이다. 알바르 아달의 인기 있는 노래 모음 티루파바이는 그녀가 고피로 자신을 상상하는 작품으로, 이 장르에서 가장 유명한 가장 오래된 작품이다.
이 운동은 서기 7세기 인도 남부에서 시작되어 타밀나두주를 거쳐 카르나타카주와 마하라슈트라주로 북쪽으로 확산되었고, 15세기에는 벵골과 인도 북부에 자리 잡았다. 초기 크리슈나파 바크티 개척자로는 님바르카차리야 (서기 7세기)와 그의 제자인 스리니바사차리야가 있었지만, 대부분은 나중에 발라바 아차리야 (서기 15세기)와 차이타냐 마하프라부를 포함하여 나타났다. 그들은 크리슈나와 라다를 최고 신으로 삼아 자신들의 학파, 즉 님바르카 삼프라다야, 발라바 삼프라다야, 그리고 가우디야 비슈누파를 시작했다. 또한 15세기 이후에는 벵골 시인 찬디다스와 관련된 탄트라 형태의 크리슈나파인 바이슈나바-사하지야가 번성했다.
데칸고원, 특히 마하라슈트라주에서는 13세기부터 18세기까지 와르카리 종파의 성자 시인들인 드냐네슈와르, 남데브, 자나바이, 에크나트, 투카람 등이 크리슈나의 지역 형태인 비토바 숭배를 장려했다. 와르카리 전통 이전에, 차크라다라가 설립한 마하누바바 삼프라다야의 부흥으로 인해 마하라슈트라주에서 크리슈나 헌신이 잘 확립되었다. 프라나미 삼프라다야는 17세기 구자라트주에서 데브찬드라 마하라지와 그의 유명한 후계자인 마하마티 프란나트의 크리슈나 중심의 힌두-이슬람 혼합주의 가르침을 바탕으로 등장했다. 남인도에서는 카르나타카주의 푸란다라 다사와 카나카다사가 우투피 크리슈나의 크리슈나상에 헌정된 노래를 작곡했다. 가우디야 비슈누파의 루파 고스와미는 바크티에 대한 포괄적인 요약인 바크티-라삼리타-신두를 편찬했다.
타밀나두주, 카르나타카주, 안드라프라데시, 케랄라주에는 많은 주요 크리슈나 사원이 있으며, 크리슈나 얀마슈타미는 남인도에서 널리 기념되는 축제 중 하나이다.

#### 아시아 외부
1965년까지 크리슈나-바크티 운동은 A. C. 박티베단타 스와미 프라부파다가 구루, 박티싯단타 사라스바티 타쿠라의 지시에 따라 서벵골 고향에서 뉴욕 시로 여행한 후 인도 밖으로 확산되었다. 1년 후인 1966년, 많은 추종자를 얻은 후, 그는 크리슈나 의식국제협회(ISKCON)를 설립할 수 있었는데, 이는 통칭하여 하레 크리슈나 운동으로 알려져 있다. 이 운동의 목적은 영어로 크리슈나에 대해 글을 쓰고 차이타냐 마하프라부의 가르침을 전파하여 서구 세계의 사람들과 가우디야 비슈누파 철학을 공유하는 것이었다. 차이타냐 마하프라부의 전기에서, 그가 가야에서 디크샤 또는 입문을 받았을 때 받은 만트라는 칼리-산타라나 우파니샤드의 여섯 단어 구절, 즉 "하레 크리슈나 하레 크리슈나, 크리슈나 크리슈나 하레 하레; 하레 라마 하레 라마, 라마 라마 하레 하레"였다. 가우디야 전통에서, 이것은 크리슈나 바크티에 대한 마하-만트라, 즉 위대한 만트라이다. 그 염불은 하리-나마 산키르타나로 알려져 있었다.
마하-만트라는 비틀즈의 유명한 조지 해리슨과 존 레논의 주목을 받았고, 해리슨은 런던 라다 크리슈나 사원의 신봉자들이 1969년에 녹음한 만트라를 제작했다. "하레 크리슈나 만트라"라는 제목의 이 노래는 영국 음악 차트에서 20위 안에 들었으며 서독과 체코슬로바키아에서도 성공을 거두었다. 그리하여 우파니샤드의 만트라는 박티베단타와 ISKCON의 크리슈나에 대한 사상을 서구에 전파하는 데 도움이 되었다. ISKCON은 서구뿐만 아니라 남아프리카 공화국과 같은 다른 지역에도 많은 크리슈나 사원을 건설했다.

### 동남아시아
크리슈나는 동남아시아 역사와 예술에서 발견되지만, 시바, 두르가, 난디, 아가스티야, 그리고 부처에 비해서는 훨씬 덜하다. 인도네시아 화산 지대 자와섬의 고고학 유적지 사원(찬디)의 사원 부조에는 그의 목가적인 삶이나 에로틱한 연인으로서의 역할이 묘사되지 않으며, 역사적인 자와 힌두교 문헌에도 마찬가지이다. 오히려 그의 어린 시절이나 왕으로서의 삶과 아르주나의 동반자로서의 역할이 더 선호되었다. 크리슈나에 대한 가장 정교한 사원 예술은 욕야카르타 근처의 프람바난 힌두 사원 단지에 있는 크리슈나야나 부조 시리즈에서 발견된다. 이들은 9세기로 연대 측정된다. 크리슈나는 14세기까지 자와섬의 문화적, 신학적 구조의 일부로 남아있었으며, 이는 이슬람이 섬에서 불교와 힌두교를 대체하기 전 동자와의 페나타란 부조와 힌두 신 라마의 부조에 의해 입증된다.
베트남과 캄보디아의 중세 시대 예술에는 크리슈나가 등장한다. 가장 오래된 현존하는 조각과 부조는 6세기와 7세기의 것으로, 이들은 비슈누파 도상학을 포함한다. 메트로폴리탄 미술관의 동남아시아 예술 큐레이터이자 책임자인 존 가이에 따르면, 6/7세기 베트남 다낭의 크리슈나 고바르다나 예술과 7세기 캄보디아 앙코르 보레이 지구의 프놈 다 동굴의 예술은 이 시대의 가장 정교한 작품 중 일부이다.
크리슈나의 도상은 수리야와 비슈누의 도상과 함께 태국에서도 발견되었다. 예를 들어, 태국 북부 페차분주의 시텝(Si Thep)과 클랑나이(Klangnai) 유적지에서 많은 수의 조각상과 도상들이 발견되었다. 이들은 푸난과 쩐라 시대의 고고학 유적지에서 발견되었으며, 약 7세기와 8세기로 연대가 측정된다.

## 공연 예술

### 춤과 문화
인도 무용 및 음악극은 그 기원과 기법을 고대 사마베다와 나탸샤스트라 문헌에서 찾는다. 공연되는 이야기와 수많은 안무 테마는 하리밤사, 바가바타 푸라나와 같은 크리슈나 관련 문헌을 포함한 힌두교 문헌의 전설에서 영감을 받았다.
크리슈나 이야기는 인도 연극, 음악, 춤의 역사에서, 특히 라사릴라 전통을 통해 핵심적인 역할을 해왔다. 이들은 크리슈나의 어린 시절, 청소년기, 성인기를 극적으로 재현한 것이다. 한 가지 흔한 장면은 크리슈나가 라사 릴라에서 피리를 연주하는 것인데, 이는 특정 고피들(목동 처녀들)에게만 들리도록 되어 있으며, 신학적으로는 특정 깨달은 존재들에게만 들리는 신성한 부름을 상징한다. 이 텍스트의 일부 전설은 기타 고빈다의 에로티시즘과 같은 부차적인 연극 문학에 영감을 주었다.
바가바타 푸라나와 같은 크리슈나 관련 문헌은 공연에 형이상학적 의미를 부여하고, 이를 종교적 의식으로 다루며, 일상생활에 영적 의미를 불어넣어 선하고 정직하며 행복한 삶을 나타낸다. 마찬가지로 크리슈나에서 영감을 받은 공연들은 신실한 배우와 청중의 마음을 정화하는 것을 목표로 한다. 크리슈나 릴라의 어떤 부분이든 노래하고, 춤추고, 공연하는 것은 다르마를 기억하는 행위이자 파라 바크티(최고의 헌신)의 한 형태이다. 텍스트는 언제든지 어떤 예술에서든 크리슈나를 기억하는 것은 선하고 신성한 것을 숭배하는 것이라고 주장한다.
카탁, 오디시, 마니푸리 춤 및 바라타나탸얌과 같은 고전 무용 스타일은 특히 크리슈나 관련 공연으로 유명하다. 크리슈나나탐(Krisnattam)은 크리슈나 전설에 그 기원을 두며, 다른 주요 고전 인도 무용 형태인 카타칼리와 연관되어 있다. 브라이언트는 바가바타 푸라나의 크리슈나 이야기에 대한 영향을 "라마야나를 제외하고 산스크리트 문학 역사상 그 어떤 문헌보다 더 많은 파생 문학, 시, 드라마, 춤, 연극 및 예술에 영감을 주었다."고 요약한다.
매년 우트라티 자말라와 발라 사디아의 물 행렬을 위해 케랄라의 아란물라 파르타사라티 사원에서 건조하고 사용하는 일종의 대형 보트인 팔리요담은 크리슈나가 설계했으며, 비슈누가 쉬는 셰샤나가처럼 보이도록 만들어졌다는 전설이 있다.

### 대중문화에서

#### 영화
- 1933년 벵골 영화 라다 크리슈나에서 크리슈나는 슈리마티 락슈미가 연기했다.[233]
- 1957년 텔루구-타밀 영화 마야바자르, 1966, 1967, 1971년 텔루구 영화 스리 크리슈나 툴라바람, 스리 크리슈나바타람, 그리고 스리 크리슈나 비자야무에서 크리슈나는 N. T. 라마 라오가 연기했다.[234][235][236]
- 1971년 힌디어 영화 스리 크리슈나 릴라에서 크리슈나는 사친이 연기했다.[237]
- 1986년 힌디어 영화 크리슈나-크리슈나에서 크리슈나는 비스와지트가 연기했다.
- 2012년 힌디어 애니메이션 영화 크리슈나 아우르 칸스에서 크리슈나는 프라치 세이브 사티가 목소리를 연기했다.[238]

#### 텔레비전
- B. R. 초프라의 1988년 시리즈 마하바라트에서 크리슈나는 니티시 바라드와즈가 연기했다.[239]
- 라마난드 사가르의 1993년 시리즈 스리 크리슈나에서 크리슈나는 사르바다만 D. 바네르지, 스와프닐 조시, 아쇼크 쿠마르 발크리슈난이 연기했다.[240]
- 2008년 시리즈 자이 스리 크리슈나에서 크리슈나는 메그한 자드하브, 드리티 바티아, 핑키 라지푸트가 연기했다.
- 2008년 시리즈 카하니 하마라이 마하바라트 키에서 크리슈나는 므루날 자인이 연기했다.[241]
- 2011년 시리즈 드와르카디쉬 바가완 스리 크리슈나와 2019년 시리즈 드와르카디쉬 바가완 스리 크리슈나 – 사르바칼라 삼판에서 크리슈나는 비샬 카르왈이 연기했다.
- 2013년 시리즈 마하바라트에서 크리슈나는 사우라브 라지 자인이 연기했다.[242]
- 2017년 시리즈 비투 마울리에서 크리슈나는 아진캬 라우트가 연기했다.
- 2017년 시리즈 파라마바타르 스리 크리슈나에서 크리슈나는 수디프 사히르와 니르나이 사마디야가 연기했다.[243]
- 2018년 시리즈 라다크리슈나에서 크리슈나는 수메드 무드갈카르와 히만슈 소니가 연기했다.[244]
- 2019년 시리즈 스리마드 바가와트 마하푸란에서 크리슈나는 라지니쉬 두갈이 연기했다.[245]
- 2021년 시리즈 자이 칸하이아 랄 키에서 크리슈나는 헤이즐 가우르가 연기했다.[246]
- 2022년 시리즈 브리지 케 고팔에서 크리슈나는 파라스 아로라가 연기했다.[247]

## 힌두교 외부

### 자이나교
자이나교 전통은 63명의 살라카푸루샤 또는 주목할 만한 인물들을 나열하는데, 이들 중에는 24명의 티르탕카라와 9쌍의 삼합체가 포함된다. 이 삼합체 중 하나는 바수데바인 크리슈나, 발라라마인 발라바드라, 그리고 프라티-바수데바인 자라산다이다. 자이나교 순환 시간의 각 시대마다 발라데바라는 형을 둔 바수데바가 태어난다. 삼합체 중 발라데바는 자이나교의 중심 사상인 비폭력 원칙을 지지한다. 악당은 프라티-바수데바이며, 그는 세상을 파괴하려고 시도한다. 세상을 구하기 위해 바수데바-크리슈나는 비폭력 원칙을 버리고 프라티-바수데바를 죽여야 한다. 이 삼합체의 이야기는 지나세나의 하리밤사 푸라나(8세기경) (마하바라타 부록인 동명의 작품과 혼동하지 말 것)와 헤마찬드라의 트리샤쉬티-살라카푸루샤-차리타에서 찾아볼 수 있다.
자이나교의 푸라나에 나오는 크리슈나의 삶 이야기는 힌두교 문헌의 일반적인 줄거리를 따르지만, 세부 사항에서는 매우 다르다. 그들은 이야기 속에 자이나교 티르탕카라들을 인물로 포함하며, 일반적으로 마하바라타, 바가바타 푸라나, 비슈누 푸라나에 나오는 버전과는 달리 크리슈나에 대해 논쟁적으로 비판적이다. 예를 들어, 자이나교 버전에서 크리슈나는 전투에서 패배하고, 그의 고피들과 야다바족은 드바이파야나라는 금욕주의자가 만든 불에 타 죽는다. 마찬가지로, 자라 사냥꾼의 화살에 맞아 죽은 후, 자이나교 문헌에서는 크리슈나가 자이나 우주론의 세 번째 지옥으로 가는 반면, 그의 형은 여섯 번째 천국으로 간다고 한다.
빌라수리는 자이나교 버전의 하리밤사 푸라나의 저자로 알려져 있지만, 이를 확인하는 필사본은 발견되지 않았다. 아마도 후대 자이나교 학자들, 아마도 8세기 지나세나가 자이나교 전통에서 크리슈나 전설의 완전한 버전을 쓰고 이를 고대 빌라수리에게 돌렸을 것이다. 크리슈나 이야기의 부분적이고 더 오래된 버전은 슈베탐바라 아가마 전통의 안타가타 다사오와 같은 자이나교 문학에서 이용 가능하다.
다른 자이나교 문헌에서는 크리슈나가 22대 티르탕카라 네미나타의 사촌이라고 명시되어 있다. 자이나교 문헌에서는 네미나타가 크리슈나에게 그가 나중에 바가바드 기타에서 아르주나에게 전해준 모든 지혜를 가르쳤다고 명시한다. 제프리 D. 롱, 자이나교에 대한 저술로 유명한 종교학 교수에 따르면, 크리슈나와 네미나타 사이의 이러한 연결은 자이나교인들이 바가바드 기타를 영적으로 중요한 텍스트로 받아들이고, 읽고, 인용하며, 크리슈나 관련 축제를 기념하고, 영적 사촌으로서 힌두교인들과 교류하는 역사적 이유가 되어 왔다.

### 불교
크리슈나 이야기는 불교의 자타카 설화에 등장한다. 비두라판디타 자타카는 마두라(산스크리트어: 마투라)를 언급하고, 가타 자타카는 캄사, 데바갑바(산스크리트어: 데바키), 우파사가라 또는 바수데바, 고바르다나(산스크리트어: 고바르다나), 발라데바(발라라마), 그리고 칸하 또는 케사바(산스크리트어: 크리슈나, 케샤바)를 언급한다.
자이나교 버전의 크리슈나 전설과 마찬가지로, 가타 자타카와 같은 불교 버전도 이야기의 일반적인 줄거리를 따르지만, 힌두교 버전과는 다르다. 예를 들어, 불교 전설에서는 데바갑바(데바키)가 태어난 후 기둥 위에 지어진 궁전에 고립되어 미래의 남편이 그녀에게 접근할 수 없도록 했다고 묘사된다. 크리슈나의 아버지도 강력한 왕으로 묘사되지만, 그는 어쨌든 데바갑바를 만나고, 캄사는 그의 여동생 데바갑바를 그에게 결혼시킨다. 크리슈나의 형제자매들은 캄사에 의해 죽임을 당하지 않고, 캄사가 시도하더라도 모두 성장한다. 불교 버전의 전설에서 크리슈나의 모든 형제자매들은 성인이 된다.
크리슈나와 그의 형제자매들의 수도는 드바라바티가 된다. 아르주나와 크리슈나의 상호작용은 자타카 버전에는 없다. 새로운 전설이 포함되는데, 크리슈나가 아들이 죽었을 때 통제할 수 없는 슬픔에 잠기고, 가타판디타가 크리슈나에게 교훈을 주기 위해 미친 척한다. 자타카 이야기는 또한 그의 형제자매들 사이에서 그들이 모두 술에 취한 후의 상호 파괴를 포함한다. 크리슈나는 불교 전설에서도 자라라는 사냥꾼의 손에 죽지만, 변방 도시로 여행하던 중이었다. 크리슈나를 돼지로 착각한 자라는 치명적으로 그의 발을 꿰뚫는 창을 던져 크리슈나에게 큰 고통을 주고 죽음에 이르게 한다.
이 가타-자타카 담론의 끝에서 불교 문헌은 불교 전통에서 부처의 존경받는 제자 중 한 명인 사리푸트라가 이전 생에서 크리슈나로 환생하여 이전 환생의 부처에게서 슬픔에 대한 교훈을 배웠다고 선언한다:
그때 스승은 진리를 선언하고 탄생을 확인했다: "그때 아난다(Ananda)는 로히네야(Rohineyya)였고, 사리푸트라(Sariputta)는 바수데바(Vasudeva) [크리슈나]였으며, 부처의 추종자들은 다른 사람들이었고, 나는 가타판디타(Ghatapandita)였다."— 자타카 설화 No. 454, 번역자: W. H. D. Rouse

불교 자타카 문헌은 크리슈나-바수데바를 자신의 것으로 삼아 이전 생에서 부처의 제자로 만들지만, 힌두교 문헌은 부처를 자신의 것으로 삼아 비슈누의 아바타라로 만든다. 중국의 불교, 도교 및 중국의 민간신앙에서 크리슈나의 모습은 나타 신의 형성에 영향을 미치도록 통합 및 병합되었으며, 나타는 신성한 아기 신으로 제시되고 어린 시절에 나가를 죽이는 것과 같은 크리슈나의 도상학적 특성을 취했다.

### 기타
크리슈나의 삶은 시크교의 구루 고빈드 싱에게 전통적으로 그리고 역사적으로 기인하는 다삼 그란트의 구성물인 차우비스 아바타르의 "크리슈나 아바타르"에 기록되어 있다.
19세기 시크교에서 파생된 라다 소아미 운동 내에서, 창립자인 시브 다얄 싱의 추종자들은 그를 살아있는 스승이자 신(크리슈나/비슈누)의 화신으로 여겼다.
바하이 신앙은 크리슈나가 "하나님의 현현", 즉 점진적으로 성숙하는 인류를 위해 하나님의 말씀을 점진적으로 계시한 선지자 계보 중 한 명이었다고 믿는다. 이런 방식으로 크리슈나는 아브라함, 모세, 자라투스트라, 부처, 예수, 무함마드, 바압, 그리고 바하이 신앙의 창시자인 바하올라와 함께 높은 지위를 공유한다.
20세기 이슬람교 운동인 아흐마드파는 크리슈나를 고대 예언자 중 한 명으로 간주한다. 굴람 아흐마드는 자신을 크리슈나, 예수, 무함마드와 같은 예언자들의 모습으로 나타난 예언자라고 주장했으며, 종교와 도덕성을 부활시키기 위해 후기 시대에 지상에 왔다고 말했다.
크리슈나 숭배 또는 존경은 19세기 이래로 여러 신종교운동에 의해 채택되었으며, 그는 때때로 그리스 신화, 불교, 성경, 심지어 역사적 인물들과 함께 오컬트 문헌에서 절충적인 신전의 구성원이기도 하다. 예를 들어, 영원철학 및 오컬트 운동의 영향력 있는 인물인 에두아르 슈레는 크리슈나를 위대한 입문자로 여겼으며, 신지학자들은 크리슈나를 마이트레야 (고대 지혜의 마스터 중 한 명)의 화신이자 부처와 함께 인류에게 가장 중요한 영적 스승으로 간주한다.
크리슈나는 알리스터 크롤리에 의해 성인으로 시성되었으며, 오르도 템플리 오리엔티스의 그노스틱 미사에서 에클레시아 그노스티카 카톨리카의 성인으로 인정받는다.

## 같이 보기
- 크리슈나파

### 설명주
1. ↑  라다는 크리슈나의 연인-배우자로 여겨지지만(일부 신앙에서는 라다가 크리슈나의 결혼한 배우자로 간주되기도 한다), 루크미니와 다른 여인들은 이미 그와 결혼한 상태이다. 크리슈나는 아쉬타브하랴(Ashtabharyas)로 알려진 8명의 최고 아내를 두었다. 지역 문헌에 따라 크리슈나의 아내(배우자)의 신원이 다르며, 일부는 루크미니로, 일부는 라다로, 모든 고피들로 제시되거나, 모두 락슈미 여신의 다른 측면이나 현현으로 식별되기도 한다.[8][9]
2. ↑  크리슈나의 자녀 수는 해석에 따라 다르다. 바가바타 푸라나에 따르면, 크리슈나는 8명의 주요 아내(루크미니부터 락슈마나까지) 각각에게서 10명의 아들(총 80명의 아들)을 두었고, 루크미니에게서 딸 차루마티를 두었다.[11][12]
3. ↑  "최초의 크리슈나파 삼프라다야는 님바르카에 의해 발전되었다."[24]
4. ↑  "라다 소아미의 여러 분파는 사트구루의 화신론에 대해 논쟁했다 (레인, 1981). 구루 마하라지 지는 그것을 받아들였고 크리슈나와 비슈누의 다른 화신들과 자신을 동일시한다."[266]

### 참조주
1. 1 2  Bryant & Ekstrand 2004, 20–25, quote: "Three Dimensions of Krishna's Divinity (...) divine majesty and supremacy, (...) divine tenderness and intimacy, (...) compassion and protection., (..., p. 24) Krishna as the God of Love"쪽.
2. ↑  Swami Sivananda (1964). 《Sri Krishna》. Bharatiya Vidya Bhavan. 4쪽.
3. ↑  “Krishna the Yogeshwara”. 《The Hindu》. 2014년 9월 12일.
4. 1 2  Bryant 2007, 114쪽.
5. 1 2  K. Klostermaier (1997). 《The Charles Strong Trust Lectures, 1972–1984》. Crotty, Robert B. 브릴 (출판사). 109쪽. ISBN 978-90-04-07863-5. (...) After attaining to fame eternal, he again took up his real nature as 브라흐만. The most important among Visnu's avataras is undoubtedly Krsna, the black one, also called Syama. For his worshippers he is not an avatara in the usual sense, but Svayam Bhagavan, the Lord himself.
6. ↑  Raychaudhuri 1972, 124쪽
7. 1 2 3  Diana L. Eck (2012). 《India: A Sacred Geography》. Harmony. 380–381쪽. ISBN 978-0-385-53190-0., Quote: "Krishna was shot through the foot, hand, and heart by the single arrow of a hunter named Jara. Krishna was reclining there, so they say, and Jara mistook his reddish foot for a deer and released his arrow. There Krishna died."
8. 1 2  John Stratton Hawley, Donna Marie Wulff (1982). 《The Divine Consort: Rādhā and the Goddesses of India》. Motilal Banarsidass Publisher. 12쪽. ISBN 978-0-89581-102-8.
9. 1 2 3  Bryant 2007, 443쪽.
10. ↑  Naravane, Vishwanath S. (1987). 《A Companion to Indian Mythology: Hindu, Buddhist & Jaina》 (영어). Thinker's Library, Technical Publishing House.
11. ↑  Mani 1975, 426-27 "Ten sons were born to each of the eight chief wives—from Rukmiṇī to Lakṣmaṇā—of Kṛṣṇa. Names of the chief among those eighty sons are given below...."쪽.
12. ↑  Sinha, Purnendu Narayana (1950). 《A Study of the Bhagavata Purana: Or, Esoteric Hinduism》 (영어). Library of Alexandria. ISBN 978-1-4655-2506-2.
13. ↑  "Krishna". Random House Webster's Unabridged Dictionary.
14. ↑  〈Krishna〉. 《브리태니커 백과사전 Online》. 2023년 6월 26일.
15. ↑  Ben-Ami Scharfstein (1993). 《Ineffability: The Failure of Words in Philosophy and Religion》. State University of New York Press. 166쪽. ISBN 978-0-7914-1347-0.
16. ↑  Freda Matchett (2001). 《Krishna, Lord Or Avatara?》. Psychology Press. 199쪽. ISBN 978-0-7007-1281-6.
17. ↑  “Krishna”. 《World History Encyclopedia》.
18. ↑  “Krishna Janmashtami”. 《International Society for Krishna Consciousness》. 2022년 5월 26일.
19. ↑  James G. Lochtefeld (2002). 《The Illustrated Encyclopedia of Hinduism: A-M》. The Rosen Publishing Group. 314–315쪽. ISBN 978-0-8239-3179-8.
20. ↑  Richard Thompson, Ph.D. (December 1994). “Reflections on the Relation Between Religion and Modern Rationalism”.  4 January 2011에 원본 문서에서 보존된 문서. 12 April 2008에 확인함.
21. 1 2  Mahony, W. K. (1987). “Perspectives on Krsna's Various Personalities”. 《History of Religions》 26 (3): 333–335. doi:10.1086/463085. ISSN 0018-2710. JSTOR 1062381. S2CID 164194548. Quote: "Krsna's various appearances as a divine hero, alluring god child, cosmic prankster, perfect lover, and universal supreme being (...)".
22. ↑  Knott 2000, 15, 36, 56쪽
23. 1 2  Hein, Norvin (1986). “A Revolution in Kṛṣṇaism: The Cult of Gopāla”. 《History of Religions》 25 (4): 296–317. doi:10.1086/463051. JSTOR 1062622. S2CID 162049250.
24. 1 2 3 4 5 6 7 8  Hardy 1987, 387–392쪽.
25. 1 2  Ravi Gupta and Kenneth Valpey (2013), The Bhagavata Purana, Columbia University Press, ISBN 978-0231149990, pp. 185–200
26. 1 2  Bryant 2007, 118쪽.
27. 1 2  ML Varadpande (1987), History of Indian Theatre, Vol 1, Abhinav, ISBN 978-8170172215, pp. 98–99
28. ↑  Hawley 2020.
29. ↑  Miśra 2005.
30. ↑  J. 고든 멜턴 (2011). 《Religious Celebrations: An Encyclopedia of Holidays, Festivals, Solemn Observances, and Spiritual Commemorations》. ABC-Clio. 330–331쪽. ISBN 978-1-59884-205-0.
31. ↑  Cynthia Packert (2010). 《The Art of Loving Krishna: Ornamentation and Devotion》. Indiana University Press. 5, 70–71, 181–187쪽. ISBN 978-0-253-22198-8.
32. ↑  Bryant 2007, 3쪽.
33. ↑  Lavanya Vemsani (2016). 《Krishna in History, Thought, and Culture》. ABC-CLIO. 112–113쪽. ISBN 978-1-61069-211-3.
34. ↑  Selengut, Charles (1996). “Charisma and Religious Innovation: Prabhupada and the Founding of ISKCON”. 《ISKCON Communications Journal》 4 (2). 2012년 7월 10일에 원본 문서에서 보존된 문서.
35. 1 2    - Monier Williams Sanskrit–English Dictionary (2008 revision) 보관됨 18 10월 2019 - 웨이백 머신
  - Apte Sanskrit–English Dictionary 보관됨 16 9월 2018 - 웨이백 머신
36. ↑  Hiemstra, Gabe (2011년 12월 19일). “Krishna, Kṛṣṇā, Kṛṣṇa: 74 definitions”. 《Wisdomlib》 (영어). 2024년 9월 26일에 원본 문서에서 보존된 문서. 2024년 10월 19일에 확인함.
37. ↑  Cummins, Joan (2011). 《Vishnu: Hinduism's Blue-skinned Savior》 (영어). Grantha Corporation. ISBN 978-1-935677-08-6.
38. ↑  Monier Monier Williams, Go-vinda, Sanskrit English Dictionary and Etymology, Oxford University Press, p. 336, 3rd column
39. ↑  Bryant 2007, 17쪽
40. ↑  Hiltebeitel, Alf (2001). 《Rethinking the Mahābhārata: a reader's guide to the education of the dharma king》. Chicago: University of Chicago Press. 251–253, 256, 259쪽. ISBN 978-0-226-34054-8.
41. ↑  B. M. Misra (2007). 《Orissa: Shri Krishna Jagannatha: the Mushali parva from Sarala's Mahabharata》. 옥스퍼드 대학교 출판부. ISBN 978-0-19-514891-6.
42. ↑  Bryant 2007, 139쪽.
43. ↑  For the historic Jagannath temple in Ranchi, 자르칸드주 see: Francis Bradley Bradley-Birt (1989). 《Chota Nagpur, a Little-known Province of the Empire》. Asian Educational Services (Orig: 1903). 61–64쪽. ISBN 978-81-206-1287-7.
44. 1 2 3 4 5  Flood 1996, 119–120쪽
45. ↑  Singh, Upinder (2008). 《A History of Ancient and Early Medieval India: From the Stone Age to the 12th Century》 (영어). Pearson Education India. 436–438쪽. ISBN 978-81-317-1120-0.
46. ↑  오스문트 보페아라치, Emergence of Viṣṇu and Śiva Images in India: Numismatic and Sculptural Evidence, 2016.
47. ↑  Allchin, Raymond (1978). 《The Archaeology of Afghanistan from earliest times to the Timurid period》. London ; New York : Academic Press. 209, Fig. 4.13쪽. ISBN 978-0-12-050440-4.
48. 1 2  Srinivasan, Doris (1997). 《Many Heads, Arms, and Eyes: Origin, Meaning, and Form of Multiplicity in Indian Art》 (영어). Brill. 215쪽. ISBN 978-90-04-10758-8.
49. 1 2 3 4 5  오스문트 보페아라치 (2016). “Emergence of Viṣṇu and Śiva Images in India: Numismatic and Sculptural Evidence”.
50. ↑  Audouin, Rémy, and Paul Bernard, "Trésor de monnaies indiennes et indo-grecques d'Aï Khanoum (Afghanistan). II. Les monnaies indo-grecques." Revue numismatique 6, no. 16 (1974), pp. 6–41 (in French).
51. ↑  Nilakanth Purushottam Joshi, Iconography of Balarāma, Abhinav Publications, 1979, p. 22
52. 1 2 3  F. R. Allchin; George Erdosy (1995). 《The Archaeology of Early Historic South Asia: The Emergence of Cities and States》. 케임브리지 대학교 출판부. 309–310쪽. ISBN 978-0-521-37695-2.
53. ↑  L. A. Waddell (1914), Besnagar Pillar Inscription B Re-Interpreted, The Journal of the Royal Asiatic Society of Great Britain and Ireland, Cambridge University Press, pp.  1031–1037
54. ↑  Richard Salomon (1998). 《Indian Epigraphy: A Guide to the Study of Inscriptions in Sanskrit, Prakrit, and the other Indo-Aryan Languages》. 옥스퍼드 대학교 출판부. 265–267쪽. ISBN 978-0-19-535666-3.
55. ↑  Benjamín Preciado-Solís (1984). 《The Kṛṣṇa Cycle in the Purāṇas: Themes and Motifs in a Heroic Saga》. Motilal Banarsidass. 34쪽. ISBN 978-0-89581-226-1.
56. ↑  Khare 1967.
57. ↑  Irwin 1974, 169–176 with Figure 2 and 3쪽.
58. ↑  Susan V Mishra & Himanshu P Ray 2017, 5쪽.
59. ↑  Burjor Avari (2016). 《India: The Ancient Past: A History of the Indian Subcontinent from C. 7000 BCE to CE 1200》. Routledge. 165–167쪽. ISBN 978-1-317-23673-3.
60. ↑  Richard Salomon (1998). 《Indian Epigraphy: A Guide to the Study of Inscriptions in Sanskrit, Prakrit, and the Other Indo-Aryan Languages》. 옥스퍼드 대학교 출판부. 86–87쪽. ISBN 978-0-19-509984-3.
61. ↑  Manohar Laxman Varadpande (1982). 《Krishna Theatre in India》. Abhinav Publications. 6–7쪽. ISBN 978-81-7017-151-5.
62. ↑  Barnett, Lionel David (1922). 《Hindu Gods and Heroes: Studies in the History of the Religion of India》. J. Murray. 93쪽.
63. ↑  Puri, B. N. (1968). 《India in the Time of Patanjali》. Bhartiya Vidya Bhavan. p. 51: The coins of Rajuvula have been recovered from the Sultanpur District...the Brahmi inscription on the Mora stone slab, now in the Mathura Museum,
64. ↑  Doris Srinivasan (1997). 《Many Heads, Arms, and Eyes: Origin, Meaning, and Form of Multiplicity in Indian Art》. Broll Academic. 214–215 with footnotes쪽. ISBN 90-04-10758-4.
65. ↑  Jason Neelis (2010). 《Early Buddhist Transmission and Trade Networks: Mobility and Exchange Within and Beyond the Northwestern Borderlands of South Asia》. Btill Academic. 271–272쪽. ISBN 978-90-04-18159-5.
66. 1 2 3  Bhattacharya, Sunil Kumar (1996). 《Krishna-cult in Indian Art》 (영어). M.D. Publications Pvt. Ltd. 27쪽. ISBN 978-81-7533-001-6.
67. ↑  웬디 도니거 (2008). 〈브리태니커 백과사전: 마하바라타〉. 《encyclopedia》. 브리태니커 백과사전 온라인. 2008년 10월 13일에 확인함.
68. 1 2 3 4  Armstrong, Karen (1996). 《A History of God: The 4000-year Quest of Judaism, Christianity, and Islam》. New York: 앨프리드 A. 크노프. 85–86쪽. ISBN 978-0-679-42600-4.
69. ↑  Maurice Winternitz (1981), History of Indian Literature, Vol. 1, Delhi, Motilal Banarsidass, ISBN 978-0836408010, pp. 426–431
70. ↑  Natubhai Shah 2004, 23쪽.
71. 1 2  Max Müller, Chandogya Upanishad 3.16–3.17, The Upanishads, Part I, Oxford University Press, pp. 50–53 with footnotes
72. ↑  Edwin Bryant and Maria Ekstrand (2004), The Hare Krishna Movement, Columbia University Press, ISBN 978-0231122566, pp. 33–34 with note 3
73. ↑  Sandilya Bhakti Sutra SS Rishi (Translator), Sree Gaudia Math (Madras)
74. ↑  WG Archer (2004), The Loves of Krishna in Indian Painting and Poetry, Dover, ISBN 978-0486433714, p. 5
75. 1 2  Bryant 2007, 4쪽
76. ↑  Sunil Kumar Bhattacharya Krishna-cult in Indian Art. 1996 M. D. Publications Pvt. Ltd. ISBN 81-7533-001-5 p. 128: Satha-patha-brahmana and Aitareya-아란야카 with reference to first chapter.
77. ↑   보관됨 17 2월 2012 - 웨이백 머신
78. ↑  Pâṇ. IV. 3. 98, Vâsudevârjunâbhyâm vun. See Bhandarkar, Vaishnavism and Śaivism, p. 3 and J.R.A.S. 1910, p. 168. Sûtra 95, just above, appears to point to bhakti, faith or devotion, felt for this Vâsudeva.
79. ↑  Sunil Kumar Bhattacharya Krishna-cult in Indian Art. 1996 M. D. Publications Pvt. Ltd. ISBN 81-7533-001-5 p. 1
80. 1 2 3 4  Bryant 2007, 5쪽.
81. ↑  Bryant 2007, 5–6쪽.
82. 1 2  Bryant 2007, 6쪽.
83. ↑  Hemacandra Abhidhânacintâmani, Ed. Boehtlingk and Rien, p. 128, and Barnett's translation of the Antagada Dasāo, pp. 13–15, 67–82.
84. ↑  Gopal, Madan (1990).  K.S. Gautam, 편집. 《India through the ages》. Publication Division, Ministry of Information and Broadcasting, Government of India. 73쪽.
85. ↑  Elkman, S. M.; Gosvami, J. (1986). 《Jiva Gosvamin's Tattvasandarbha: A Study on the Philosophical and Sectarian Development of the Gaudiya Vaisnava Movement》. Motilal Banarsidass.
86. ↑  Rocher 1986, 18, 49–53, 245–249쪽.
87. ↑  Gregory Bailey (2003).  Arvind Sharma, 편집. 《The Study of Hinduism》. University of South Carolina Press. 141–142쪽. ISBN 978-1-57003-449-7.
88. ↑  Barbara Holdrege (2015), Bhakti and Embodiment, Routledge, ISBN 978-0415670708, pp. 109–110
89. ↑  Richard Thompson (2007), The Cosmology of the Bhagavata Purana 'Mysteries of the Sacred Universe, Motilal Banarsidass, ISBN 978-8120819191
90. 1 2  Bryant 2007, 112쪽.
91. ↑  Matchett 2001, 127–137쪽.
92. ↑  Archer 2004, The Krishna of Painting.
93. ↑  T. Richard Blurton (1993). 《Hindu Art》. 하버드 대학교 출판부. 133–134쪽. ISBN 978-0-674-39189-5.
94. ↑  Guy, John (2014). 《Lost Kingdoms: Hindu-Buddhist Sculpture of Early Southeast Asia》. 메트로폴리탄 미술관. 222–223쪽. ISBN 978-1-58839-524-5.
95. ↑  [a] Cooler, Richard M. (1978). 《Sculpture, Kingship, and the Triad of Phnom Da》. 《Artibus Asiae》 40. 29–40쪽. doi:10.2307/3249812. JSTOR 3249812.;
[b] Bertrand Porte (2006), "La statue de Kṛṣṇa Govardhana du Phnom Da du Musée National de Phnom Penh." UDAYA, Journal of Khmer Studies, Volume 7, pp. 199–205
96. ↑  Vishvanatha, Cakravarti Thakura (2011). 《Sarartha-darsini》 바누 스와미판. Sri Vaikunta Enterprises. 790쪽. ISBN 978-81-89564-13-1.
97. ↑  《The Encyclopedia Americana》. [s.l.]: Grolier. 1988. 589쪽. ISBN 978-0-7172-0119-8.
98. ↑  Benton, William (1974). 《The New Encyclopædia Britannica》. 브리태니커 백과사전. 885쪽. ISBN 978-0-85229-290-7.
99. ↑  Harle, J. C. (1994). 《The art and architecture of the Indian subcontinent》. New Haven, Conn: 예일 대학교 출판부. 410쪽. ISBN 978-0-300-06217-5. figure 327. Manaku, Radha's messenger describing Krishna standing with the cow-girls, gopi from Basohli.
100. ↑  Diana L. Eck (1982). 《Banaras, City of Light》. 컬럼비아 대학교 출판부. 66–67쪽. ISBN 978-0-231-11447-9.
101. ↑  Ariel Glucklich (2008). 《The Strides of Vishnu: Hindu Culture in Historical Perspective》. 옥스퍼드 대학교 출판부. 106쪽. ISBN 978-0-19-971825-2.
102. ↑  T. A. Gopinatha Rao (1993). 《Elements of Hindu iconography》. Motilal Banarsidass. 210–212쪽. ISBN 978-81-208-0878-2.
103. ↑  John Stratton Hawley (2014). 《Krishna, The Butter Thief》. 프린스턴 대학교 출판부. 3–8쪽. ISBN 978-1-4008-5540-7.
104. ↑  Hoiberg, Dale; Ramchandani, Indu (2000). 《Students' Britannica India》. Popular Prakashan. 251쪽. ISBN 978-0-85229-760-5.
105. ↑  Satsvarupa dasa Goswami (1998). 《The Qualities of Sri Krsna》. GNPress. 152쪽. ISBN 978-0-911233-64-3.
106. ↑  Stuart Cary Welch (1985). 《India: Art and Culture, 1300–1900》. 메트로폴리탄 미술관. 58쪽. ISBN 978-0-03-006114-1.
107. 1 2  비토바는 크리슈나의 한 형태로만 여겨지지 않는다. 그는 또한 다양한 전통에 따라 비슈누, 시바, 고타마 싯다르타의 한 형태로도 여겨진다. 참조: Kelkar, Ashok R. (2001) [1992]. 〈Sri-Vitthal: Ek Mahasamanvay (Marathi) by R. C. Dhere〉. 《Encyclopaedia of Indian literature》 5. 사히티아 아카데미. 4179쪽. ISBN 978-8126012213. 2008년 9월 20일에 확인함. and Mokashi, Digambar Balkrishna; Engblom, Philip C. (1987). 《Palkhi: a pilgrimage to Pandharpur – translated from the Marathi book Pālakhī by Philip C. Engblom》. Albany: 뉴욕 주립 대학교 출판부. 35쪽. ISBN 978-0-88706-461-6.
108. ↑  Tryna Lyons (2004). 《The Artists of Nathdwara: The Practice of Painting in Rajasthan》. 인디애나 대학교 출판부. 16–22쪽. ISBN 978-0-253-34417-5.
109. ↑  Kunissery Ramakrishnier Vaidyanathan (1992). 《Sri Krishna, the Lord of Guruvayur》. Bharatiya Vidya Bhavan. 2–5쪽.
110. ↑  T. A. Gopinatha Rao (1993). 《Elements of Hindu iconography》. Motilal Banarsidass. 201–204쪽. ISBN 978-81-208-0878-2.
111. ↑  T. A. Gopinatha Rao (1993). 《Elements of Hindu iconography》. Motilal Banarsidass. 204–208쪽. ISBN 978-81-208-0878-2.
112. ↑  Amit Guha, 《Krishnalila in Terracotta Temples》, 2021년 1월 2일에 원본 문서에서 보존된 문서, 2021년 1월 2일에 확인함
113. ↑  Matchett 2001, 145쪽.
114. ↑  《The Poems of Sūradāsa》. Abhinav publications. 1999. ISBN 978-8170173694.
115. ↑  “Yashoda and Krishna”. Metmuseum.org. 2011년 10월 10일. 2008년 10월 13일에 원본 문서에서 보존된 문서. 2011년 10월 23일에 확인함.
116. ↑  Sanghi, Ashwin (2012). 《The Krishna key》 (영어). Chennai: Westland. Key7쪽. ISBN 978-9381626689. 2016년 6월 9일에 확인함.
117. ↑  Lok Nath Soni (2000). 《The Cattle and the Stick: An Ethnographic Profile of the Raut of Chhattisgarh》. Anthropological Survey of India, Government of India, Ministry of Tourism and Culture, Department of Culture, Delhi: Anthropological Survey of India, Government of India, Ministry of Tourism and Culture, Department of Culture, 2000 Original from the University of Michigan. 16쪽. ISBN 978-8185579573.
118. ↑  Bryant 2007, 124–130, 224쪽
119. ↑  Lynne Gibson (1999). 《Merriam-Webster's Encyclopedia of World Religions》. Merriam-Webster. 503쪽.
120. ↑  Schweig, G. M. (2005). 《Dance of divine love: The Rasa Lila of Krishna from the Bhagavata Purana, India's classic sacred love story.》. 프린스턴 대학교 출판부, Princeton, NJ; Oxford. ISBN 978-0-691-11446-0.
121. 1 2 3  Largen, Kristin Johnston (2011). 《God at Play: Seeing God Through the Lens of the Young Krishna》. India: Wiley-Blackwell. ISBN 978-1608330188. OCLC 1030901369.
122. ↑  “Krishna Rajamannar with His Wives, Rukmini and Satyabhama, and His Mount, Garuda | LACMA Collections”. collections.lacma.org. 2014년 7월 16일에 원본 문서에서 보존된 문서. 2014년 9월 23일에 확인함.
123. ↑  Bryant 2007, 290쪽
124. ↑  Rao, Shanta Rameshwar (2005). 《Krishna》. New Delhi: Orient Longman. 108쪽. ISBN 978-8125026969.
125. ↑  D Dennis Hudson (2008). 《The Body of God : An Emperor's Palace for Krishna in Eighth-Century Kanchipuram: An Emperor's Palace for Krishna in Eighth-Century Kanchipuram》. 옥스퍼드 대학교 출판부. 263–264쪽. ISBN 978-0-19-970902-1. 2013년 3월 28일에 확인함.
126. ↑  D Dennis Hudson (2008). 《The Body of God : An Emperor's Palace for Krishna in Eighth-Century Kanchipuram: An Emperor's Palace for Krishna in Eighth-Century Kanchipuram》. 옥스퍼드 대학교 출판부. 102–103, 263–273쪽. ISBN 978-0-19-970902-1. 2013년 3월 28일에 확인함.
127. ↑  George Mason Williams (2008). 《Handbook of Hindu Mythology》. 옥스퍼드 대학교 출판부. 188, 222쪽. ISBN 978-0-19-533261-2. 2013년 3월 10일에 확인함.
128. ↑  Rosen 2006, 136쪽
129. ↑  John Stratton Hawley, Donna Marie Wulff (1982). 《The Divine Consort: Rādhā and the Goddesses of India》. Motilal Banarsidass Publisher. 12쪽. ISBN 978-0-89581-102-8. Quote: "The regional texts vary in the identity of Krishna's wife (consort), some presenting it as Rukmini, some as Radha, some as Svaminiji, some adding all gopis, and some identifying all to be different aspects or manifestation of one 데비 락슈미."
130. ↑  Krishna in the Bhagavad Gita, by Robert N. Minor in Bryant 2007, 77–79쪽
131. ↑  Jeaneane D. Fowler (2012). 《The Bhagavad Gita: A Text and Commentary for Students》. Sussex Academic Press. 1–7쪽. ISBN 978-1-84519-520-5.
132. ↑  Eknath Easwaran (2007). 《The Bhagavad Gita: (Classics of Indian Spirituality)》. Nilgiri Press. 21–59쪽. ISBN 978-1-58638-019-9.
133. ↑  Bryant 2007, 148쪽
134. ↑  Mani, Vettam (1975). 《Puranic Encyclopaedia: A Comprehensive Dictionary With Special Reference to the Epic and Puranic Literature》. Delhi: Motilal Banarsidass. 429쪽. ISBN 978-0-8426-0822-0.
135. ↑  Bryant 2003, 417-418쪽.
136. ↑  Largen, Kristin Johnston (2011). 《Baby Krishna, Infant Christ: A Comparative Theology of Salvation》. Orbis Books. 44쪽. ISBN 978-1-60833-018-8.
137. ↑  Matchett 2001, 9–14, 145–149쪽.
138. ↑  Benjamín Preciado-Solís (1984). 《The Kṛṣṇa Cycle in the Purāṇas: Themes and Motifs in a Heroic Saga》. Motilal Banarsidass. 40쪽. ISBN 978-0-89581-226-1., Quote: "Within a period of four or five centuries [around the start of the common era], we encounter our major sources of information, all in different versions. The Mahabharata, the Harivamsa, the Visnu Purana, the Ghata Jataka, and the Bala Carita all appear between the first and the fifth century AD, and each of them represents a tradition of a Krsna cycle different from the others".
139. ↑  Matchett 2001, 44–49, 63–64, 145쪽.
140. ↑  Matchett 2001, 89–104, 146쪽.
141. ↑  Rocher 1986, 18, 245–249쪽.
142. ↑  Matchett 2001, 108–115, 146–147쪽.
143. ↑  Matchett 2001, 145–149쪽.
144. ↑  Rocher 1986, 138–149쪽.
145. ↑  Knott 2000, 58쪽.
146. ↑  Beck, Guy (2012). 《Alternative Krishnas: Regional And Vernacular Variations on a Hindu Deity》. Suny Press. 4–5쪽. ISBN 978-0-7914-8341-1.
147. ↑  J.A.B. van Buitenen, The Mahabharata, vol. 3, University of Chicago 1978, p.134
148. ↑  Bryant 2007, 329–334 (Francis X Clooney)쪽.
149. ↑  Bryant 2007, 358–365 (Deepak Sarma)쪽.
150. ↑  Ramnarace 2014.
151. ↑  Tripurari, Swami. “The Life of Sri Jiva Goswami”. 《Harmonist》. 2013년 3월 24일에 원본 문서에서 보존된 문서.
152. ↑  Bryant 2007, 373–378 (Satyanarayana Dasa)쪽.
153. ↑  Jindel, Rajendra (1976). 《Culture of a Sacred Town: A Sociological Study of Nathdwara》. Popular Prakashan. 34, 37쪽. ISBN 978-8171540402.
154. ↑  Bryant 2007, 479–480 (Richard Barz)쪽.
155. ↑  William R. Pinch (1996). 〈Soldier Monks and Militant Sadhus〉.   David Ludden. 《Contesting the Nation》. 펜실베이니아 대학교 출판부. 148–150쪽. ISBN 978-0-8122-1585-4.
156. ↑  Bryant 2007, 313–318 (Lance Nelson)쪽.
157. ↑  Johannes de Kruijf and Ajaya Sahoo (2014), Indian Transnationalism Online: New Perspectives on Diaspora, ISBN 978-1-4724-1913-2, p. 105, Quote: "In other words, according to Adi Shankara's argument, the philosophy of Advaita Vedanta stood over and above all other forms of Hinduism and encapsulated them. This then united Hinduism; (...) Another of Adi Shankara's important undertakings which contributed to the unification of Hinduism was his founding of a number of monastic centers."
158. ↑  Shankara, Student's Encyclopædia Britannica – India (2000), Volume 4, Encyclopædia Britannica (UK) Publishing, ISBN 978-0-85229-760-5, p. 379, Quote: "Shankaracharya, philosopher and theologian, most renowned exponent of the Advaita Vedanta school of philosophy, from whose doctrines the main currents of modern Indian thought are derived.";
David Crystal (2004), The Penguin Encyclopedia, Penguin Books, p. 1353, Quote: "[Shankara] is the most famous exponent of Advaita Vedanta school of Hindu philosophy and the source of the main currents of modern Hindu thought."
159. ↑  Christophe Jaffrelot (1998), The Hindu Nationalist Movement in India, Columbia University Press, ISBN 978-0-231-10335-0, p. 2, Quote: "The main current of Hinduism – if not the only one – which became formalized in a way that approximates to an ecclesiastical structure was that of Shankara".
160. ↑  Sheridan 1986, 1–2, 17–25쪽.
161. ↑  Kumar Das 2006, 172–173쪽.
162. ↑  Brown 1983, 553–557쪽.
163. ↑  Tracy Pintchman (1994), The rise of the Goddess in the Hindu Tradition, State University of New York Press, ISBN 978-0791421123, pp. 132–134
164. ↑  Sheridan 1986, 17–21쪽.
165. ↑  John Stratton Hawley (2014). 《Krishna, The Butter Thief》. 프린스턴 대학교 출판부. 10, 170쪽. ISBN 978-1-4008-5540-7.
166. ↑  Krishna: Hindu Deity, 브리태니커 백과사전 (2015)
167. ↑  John M Koller (2016). 《The Indian Way: An Introduction to the Philosophies & Religions of India》. Routledge. 210–215쪽. ISBN 978-1-315-50740-8.
168. ↑  Vaudeville, Ch. (1962). 《Evolution of Love-Symbolism in Bhagavatism》. 《Journal of the American Oriental Society》 82. 31–40쪽. doi:10.2307/595976. JSTOR 595976.
169. ↑  John M Koller (2016). 《The Indian Way: An Introduction to the Philosophies & Religions of India》. Routledge. 210쪽. ISBN 978-1-315-50740-8.
170. 1 2 3  Juan Mascaró (1962). 《The Bhagavad Gita》. 펭귄 그룹. xxvi–xxviii쪽. ISBN 978-0-14-044918-1.
171. 1 2  Georg Feuerstein; Brenda Feuerstein (2011). 《The Bhagavad-Gita: A New Translation》. 샴발라 출판사. ix–xi쪽. ISBN 978-1-59030-893-6.
172. ↑  Nicholas F. Gier (2004). 《The Virtue of Nonviolence: From Gautama to Gandhi》. 뉴욕 주립 대학교 출판부. 36–40쪽. ISBN 978-0-7914-5949-2.
173. ↑  Bryant 2007, 315쪽.
174. ↑  John Dowson (2003). 《Classical Dictionary of Hindu Mythology and Religion, Geography, History and Literature》. Kessinger Publishing. 361쪽. ISBN 978-0-7661-7589-1.
175. ↑  See Beck, Guy, "Introduction" in Beck 2005, 1–18쪽
176. ↑  Knott 2000, 55쪽
177. ↑  Flood 1996, 117쪽.
178. 1 2  See McDaniel, June, Folk Vaishnavism and Ṭhākur Pañcāyat: Life and status among village Krishna statues in Beck 2005, 39쪽
179. 1 2  Kennedy, M. T. (1925). 《The Chaitanya Movement: A Study of the Vaishnavism of Bengal》. H. Milford, Oxford university press.
180. ↑  《Indian Philosophy & Culture, Volume 20》. Institute of Oriental Philosophy (Vrindāvan, India), Institute of Oriental Philosophy, Vaishnava Research Institute, contributors. The Institute. 1975. 148쪽. On the touch-stone of this definition of the final and positive characteristic of Sri Krsna as the Highest Divinity as Svayam-rupa Bhagavan
181. ↑  Delmonico, N., The History Of Indic Monotheism And Modern Chaitanya Vaishnavism in Bryant & Ekstrand 2004
182. ↑  De, S. K. (1960). 《Bengal's contribution to Sanskrit literature & studies in Bengal Vaisnavism》. KL Mukhopadhyaya. p. 113: "The Bengal School identifies the Bhagavat with Krishna depicted in the Shrimad-Bhagavata and presents him as its highest personal God."
183. ↑  Bryant 2007, 381쪽
184. ↑  〈비슈누파〉. 《encyclopedia》. Division of Religion and Philosophy University of Cumbria. 12 February 2012에 원본 문서에서 보존된 문서. 13 October 2008에 확인함., University of Cumbria website Retrieved 21 May 2008
185. ↑  Graham M. Schweig (2005). 《Dance of Divine Love: The Rڄasa Lڄilڄa of Krishna from the Bhڄagavata Purڄa. na, India's classic sacred love story》. Princeton, N.J.: 프린스턴 대학교 출판부. Front Matter. ISBN 978-0-691-11446-0.
186. ↑  Bhattacharya, Gouriswar: Vanamala of Vasudeva-Krsna-Visnu and Sankarsana-Balarama. In: Vanamala. Festschrift A. J. Gail. Serta Adalberto Joanni Gail LXV. diem natalem celebranti ab amicis collegis discipulis dedicata.
187. ↑  “Gopala: Understanding the Essence of Krishna as a Cowherd”. 《Isha Sadhguru》 (영어). 2014년 8월 5일. 2021년 6월 30일에 확인함.
188. ↑  Klostermaier, Klaus K. (2005). 《A Survey of Hinduism》. 뉴욕 주립 대학교 출판부; 3 edition. 203–204쪽. ISBN 978-0-7914-7081-7. Present-day Krishna worship is an amalgam of various elements. According to historical testimonies, Krishna-Vasudeva worship already flourished in and around Mathura several centuries before Christ. A second important element is the cult of Krishna Govinda. Still later is the worship of Bala-Krishna, the Child Krishna – a quite prominent feature of modern Krishnaism. The last element seems to have been Krishna Gopijanavallabha, Krishna the lover of the Gopis, among whom Radha occupies a special position. In some books, Krishna is presented as the founder and first teacher of the Bhagavata religion.
189. ↑  Basham, A. L. (May 1968). 《Review: Krishna: Myths, Rites, and Attitudes. by Milton Singer; Daniel H. H. Ingalls》. 《The Journal of Asian Studies》 27. 667–670쪽. doi:10.2307/2051211. JSTOR 2051211. S2CID 161458918.
190. ↑  Couture, André (2006). 《The emergence of a group of four characters (Vasudeva, Samkarsana, Pradyumna, and Aniruddha) in the Harivamsa: points for consideration》. 《Journal of Indian Philosophy》 34. 571–585쪽. doi:10.1007/s10781-006-9009-x. S2CID 170133349.
191. ↑  Eschmann, Kulke & Tripathi 1978; Hardy 1987, 387–392쪽; Starza 1993; Miśra 2005, chapter 9. Jagannāthism.
192. ↑  Miśra 2005, 97쪽, chapter 9. Jagannāthism.
193. ↑  Starza 1993, 76쪽.
194. ↑  Bryant 2007, 139–141쪽.
195. 1 2  Klostermaier, K. (1974). 《The Bhaktirasamrtasindhubindu of Visvanatha Cakravartin》. 《Journal of the American Oriental Society》 94. 96–107쪽. doi:10.2307/599733. JSTOR 599733.
196. ↑  Jacobsen, Knut A., 편집. (2005). 《Theory And Practice of Yoga: Essays in Honour of Gerald James Larson》. 브릴 (출판사). 351쪽. ISBN 978-90-04-14757-7.
197. ↑  Christopher Key Chapple (Editor) and Winthrop Sargeant (Translator), The Bhagavad Gita: Twenty-fifth–Anniversary Edition, State University of New York Press, ISBN 978-1438428420, pp. 302–303, 318
198. ↑  Vaudeville, C. (1962). 《Evolution of Love-Symbolism in Bhagavatism》. 《Journal of the American Oriental Society》 82. 31–40쪽. doi:10.2307/595976. JSTOR 595976.
199. ↑  Bowen, Paul (1998). 《Themes and issues in Hinduism》. 런던: 카셀 (출판사). 64–65쪽. ISBN 978-0-304-33851-1.
200. ↑  Radhakrisnasarma, C. (1975). 《Landmarks in Telugu Literature: A Short Survey of Telugu Literature》. Lakshminarayana Granthamala.
201. ↑  시시르 쿠마르 다스 (2005). 《A History of Indian Literature, 500–1399: From Courtly to the Popular》. 사히티아 아카데미. 49쪽. ISBN 978-81-260-2171-0.
202. ↑  Schomer & McLeod (1987), 1–2쪽.
203. ↑  Ramnarace 2014, 323쪽.
204. ↑  Nimbarka, 브리태니커 백과사전
205. ↑  Basu 1932.
206. ↑  The religious system of the Mahānubhāva sect, by Anne Feldhaus, Manohar publications: Delhi, 1983.
207. ↑  Toffin 2012, 249–254쪽.
208. ↑  Jaganathan, Maithily (2005). 〈Sri Krishna Jayanti〉. 《South Indian Hindu festivals and traditions》 (영어) 1판. New Delhi: Abhinav Publication. 104–105쪽. ISBN 978-81-7017-415-8.
209. ↑  Bryant & Ekstrand 2004, 42쪽.
210. ↑  Alanna Kaivalya (2014), Sacred Sound: Discovering the Myth and Meaning of Mantra and Kirtan, New World, ISBN 978-1608682430, pp. 153–154
211. ↑  Srila Prabhupada – He Built a House in which the whole world can live in peace, Satsvarupa Dasa Goswami, Bhaktivedanta Book Trust, 1984, ISBN 0-89213-133-0 p. xv
212. 1 2 3  Charles Brooks (1989), The Hare Krishnas in India, Princeton University Press, ISBN 978-8120809390, pp. 83–85
213. ↑  Peter Lavezzoli (2006), The Dawn of Indian Music in the West, Continuum, ISBN 0-8264-2819-3, p. 195
214. ↑  Peter Clarke (2005), Encyclopedia of New Religious Movements, Routledge, ISBN 978-0415267076, p. 308 Quote: "There they captured the imagination of The Beatles, particularly George Harrison who helped them produce a chart-topping record of the Hare Krishna mantra (1969) and ...".
215. ↑  Brian A. Hatcher (2015). 《Hinduism in the Modern World》. Routledge. 118–119쪽. ISBN 978-1-135-04631-6.
216. 1 2 3  John Guy (2014). 《Lost Kingdoms: Hindu-Buddhist Sculpture of Early Southeast Asia》. 메트로폴리탄 미술관. 17, 146–148쪽. ISBN 978-1-58839-524-5.
217. ↑  Anne-Valérie Schweyer; Paisarn Piemmettawat (2011). 《Viêt Nam ancien: histoire arts archéologie》. Editions Olizane. 388쪽. ISBN 978-2-88086-396-8.
218. 1 2  Marijke J. Klokke 2000, 19–23쪽.
219. ↑  Subhadradis Diskul (M.C.); 장 부아슬리에 (1997).  Natasha Eilenberg; Robert L. Brown, 편집. 《Living a life in accord with Dhamma: papers in honor of professor Jean Boisselier on his eightieth birthday》. 실파꼰 대학교. 191–204쪽.
220. ↑  Triguṇa (Mpu.); Suwito Santoso (1986). 《Krĕṣṇāyana: The Krĕṣṇa Legend in Indonesia》. IAIC. OCLC 15488486.
221. ↑  Marijke J. Klokke 2000, 19–23, for reliefs details see 24–41쪽.
222. ↑  John Guy; Pierre Baptiste; Lawrence Becker;  외. (2014). 《Lost Kingdoms: Hindu-Buddhist Sculpture of Early Southeast Asia》. 예일 대학교 출판부. 222–223쪽. ISBN 978-0-300-20437-7.
223. ↑  Beck 1993, 107–108쪽.
224. ↑  PV Kane, History of Sanskrit Poetics, Motilal Banarsidass, ISBN 978-8120802742 (2015 Reprint), pp. 10–41
225. ↑  Varadpande 1987, 92–94쪽.
226. ↑  Vemsani, Lavanya (2016). 〈Music and Krishna〉. 《Krishna in history thought and culture》 (영어). California: ABC-Clio LLC. 179–180쪽. ISBN 978-1-61069-210-6.
227. ↑  Graham Schweig (2007), Encyclopedia of Love in World Religions (Editor: Yudit Kornberg Greenberg), Volume 1, ISBN 978-1851099801, pp. 247–249
228. ↑  Varadpande 1987, 95–97쪽.
229. ↑  Varadpande 1987, 98쪽.
230. ↑  Zarrilli, P. B. (2000). 《Kathakali Dance-Drama: Where Gods and Demons Come to Play》. Routledge. 246쪽.
231. ↑  Archer 2004.
232. ↑  “Explained: What is a Palliyodam, and why a Kerala actor was arrested for photoshoot on it”. 《thenewsminute》. 2021년 9월 13일에 확인함.
233. ↑  Sharmistha Gooptu (November 2010). 《Bengali Cinema: 'An Other Nation'》. Routledge. ISBN 9781136912177. 2018년 5월 3일에 확인함.
234. ↑  Nag, Kushali (2012년 5월 23일). “Mayabazar is an interplay of illusions and reality”. 《더 텔레그래프》. 2015년 11월 4일에 원본 문서에서 보존된 문서. 2015년 11월 4일에 확인함.
235. ↑  Thurlapati (1966년 9월 4일). “శ్రీ కృష్ణ తులాభారం” [Sri Krishna Tulabharam]. 《안드라 조티》. 2023년 8월 26일에 원본 문서에서 보존된 문서. 2020년 9월 12일에 확인함.
236. ↑  Srikanth (1967년 10월 15일). “సినిమా: శ్రీ కృష్ణ అవతారం” [Cinema: Sri Krishnavataram]. 《비살라안드라》 (텔루구어). 2020년 11월 14일에 원본 문서에서 보존된 문서. 2020년 9월 17일에 확인함.
237. ↑  앨런 고블. “Shri Krishna Leela”. 《Complete Index to World Film》. 2014년 9월 17일에 확인함.
238. ↑  “'Krishna Aur Kans' set for widest ever domestic release of an Indian animation movie”. 《이코노믹 타임스》. 2014년 8월 12일에 원본 문서에서 보존된 문서. 2012년 7월 26일에 확인함.
239. ↑  “31 years of Mahabharat on Doordarshan: Interesting facts about one of most popular TV shows ever”. 《파이낸셜 익스프레스》 (미국 영어). 2019년 10월 2일. 2020년 7월 24일에 확인함.
240. ↑  “After 'Ramayan' and 'Mahabharat', now 'Shri Krishna' is returning to Doordarshan”. 《이코노믹 타임스》. 2020년 4월 27일. ISSN 0013-0389. 2024년 6월 30일에 확인함.
241. ↑  “Mahabharata interpreted differently”. 《더 힌두》. 2008년 9월 23일  – www.thehindu.com 경유.
242. ↑  니시 티와리. “Review: Mahabharat, so far so good”. 레디프.com. 2022년 5월 1일에 원본 문서에서 보존된 문서. 2013년 9월 17일에 확인함.
243. ↑  “Ssudeep Sahir to play grown-up Krishna in 'Paramavatar Shri Krishna'”. 《타임스 오브 인디아》 (영어). 2019년 5월 21일. 2022년 2월 23일에 확인함.
244. ↑  “Mallika Singh and Sumedh Mudgalkar: We feel fortunate, it's a blessing to portray Radha and Krishna”. 《타임스 오브 인디아》 (영어). 2021년 2월 13일. 2021년 9월 11일에 확인함.
245. ↑  “우다브 타케라이는 컬러즈의 '슈리마드 바가와트 마하푸란' 팀에게 그의 최고의 소원을 전한다! 사진 참조”. 《ABP 뉴스》. 2019년 6월 2일. 2019년 6월 2일에 확인함.
246. ↑  “Star Bharat announces the launch of 'Jai Kanhaiya Lal Ki'”. 《트리뷴 인디아》. 2020년 9월 11일에 확인함.
247. ↑  “Manul Chudasama & Paras Arora to play Radha and Krishna in the new historical show Brij Ke Gopal”. 《줌 TV 엔터테인먼트》. 2021년 4월 17일에 확인함.
248. ↑  Jaini, P. S. (1993), 《Jaina Puranas: A Puranic Counter Tradition》, SUNY Press, ISBN 978-0-7914-1381-4
249. ↑  Upinder Singh 2016, 26쪽.
250. ↑  See Jerome H. Bauer "Hero of Wonders, Hero in Deeds: "Vasudeva Krishna in Jaina Cosmohistory" in Beck 2005, 167–169쪽
251. ↑  Cort, J. E. (1993),  Wendy Doniger, 편집., 《An Overview of the Jaina Puranas, in Purana Perennis》, SUNY Press, 220–233쪽, ISBN 978-1-4384-0136-2
252. ↑  Helmuth von Glasenapp (1999). 《Jainism: An Indian Religion of Salvation》. Motilal Banarsidass. 316–318쪽. ISBN 978-81-208-1376-2.
253. 1 2  Cort, J. E. (1993),  Wendy Doniger, 편집., 《An Overview of the Jaina Puranas, in Purana Perennis》, SUNY Press, 191쪽, ISBN 978-1-4384-0136-2
254. ↑  Jeffery D. Long (2009). 《Jainism: An Introduction》. I.B. Tauris. 42쪽. ISBN 978-1-84511-625-5.
255. ↑  “Andhakavenhu Puttaa”. www.vipassana.info. 2008년 6월 15일에 확인함.
256. 1 2 3  Law, B. C. (1941). 《India as Described in Early Texts of Buddhism and Jainism》. Luzac. 99–101쪽.
257. ↑  Jaiswal, S. (1974). 《Historical Evolution of the Ram Legend》. 《사회 과학자》 21. 89–97쪽. doi:10.2307/3517633. JSTOR 3517633.
258. 1 2  H. T. Francis; E. J. Thomas (1916). 《Jataka Tales》. 케임브리지 대학교 출판부 (재인쇄: 2014). 314–324쪽. ISBN 978-1-107-41851-6.
259. ↑  Gunapala Piyasena Malalasekera (2007). 《Dictionary of Pāli Proper Names: A-Dh》. Motilal Banarsidass. 825–826쪽. ISBN 978-81-208-3021-9.
260. 1 2  E.B. Cowell; WHD Rouse (1901). 《The Jātaka: Or, Stories of the Buddha's Former Births》. 케임브리지 대학교 출판부. 57쪽.
261. ↑  Daniel E Bassuk (1987). 《Incarnation in Hinduism and Christianity: The Myth of the God-Man》. 팔그레이브 맥밀란. 40쪽. ISBN 978-1-349-08642-9.
262. ↑  Edward Geoffrey Parrinder (1997). 《Avatar and Incarnation: The Divine in Human Form in the World's Religions》. Oxford: Oneworld. 19–24, 35–38, 75–78, 130–133쪽. ISBN 978-1-85168-130-3.
263. ↑  Shahar, Meir (2015). 《Oedipal god : the Chinese Nezha and his Indian origins》. 호놀룰루. ISBN 978-0-8248-4760-9. OCLC 899138008.
264. ↑  Shen, Xuezheng; Li, Jingwen; Zhang, Yunzhuo; Liu, Shanshan; Hong, Jangsun; Lee, Jongyoon (2020년 3월 31일). 《Devil or God: Image Transformation of Chinese Mythology Character "Nezha"（1927–2019）》. 《만화애니메이션학연구》 (영어) 58. 159–200쪽. doi:10.7230/KOSCAS.2020.58.159. ISSN 1738-009X. S2CID 219661006.
265. ↑  “Chaubis Avtar”. 《info-sikh.com》. 2017년 8월 10일에 원본 문서에서 보존된 문서.
266. ↑  DuPertuis, Lucy (1986). 《How People Recognize Charisma: The Case of Darshan in Radhasoami and Divine Light Mission》. 《사회학 분석》 47 (옥스퍼드 대학교 출판부). 111–124쪽. doi:10.2307/3711456. JSTOR 3711456.
267. ↑  Smith, Peter (2000). 〈Manifestations of God〉. 《A concise encyclopedia of the Bahá'í Faith》. 옥스퍼드: Oneworld Publications. 231쪽. ISBN 978-1-85168-184-6.
268. ↑  Esslemont, J. E. (1980). 《Bahá'u'lláh and the New Era》 5판. 윌멧, 일리노이: 바하이 출판사. 2쪽. ISBN 978-0-87743-160-2.
269. ↑  Siddiq & Ahmad (1995), Enforced Apostasy: Zaheeruddin v. State and the Official Persecution of the Ahmadiyya Community in Pakistan, Law & Inequality, Volume 14, pp. 275–324
270. ↑  Minahan, James (2012). 《Ethnic groups of South Asia and the Pacific: An Encyclopedia》. 산타바바라, 캘리포니아: ABC-CLIO. 6–8쪽. ISBN 978-1-59884-659-1.
271. ↑  Burhani A. N. (2013), Treating minorities with fatwas: a study of the Ahmadiyya community in Indonesia, Contemporary Islam, Volume 8, Issue 3, pp. 285–301
272. ↑  Cormack, Margaret (2013). 《Muslims, and Others in Sacred Space》. 옥스퍼드 대학교 출판부. 104–105쪽.
273. ↑  Harvey, D. A. (2003). 《Beyond Enlightenment: Occultism, Politics, and Culture in France from the Old Regime to the Fin-de-Siècle》. 《역사가》 65. 665–694쪽. doi:10.1111/1540-6563.00035. S2CID 143606373.
274. ↑  Schure, Edouard (1992). 《Great Initiates: A Study of the Secret History of Religions》. Garber Communications. ISBN 978-0-89345-228-5.
275. ↑  See for example: Hanegraaff, Wouter J. (1996). 《New Age Religion and Western Culture: Esotericism in the Mirror of Secular Thought》. 브릴 (출판사). 390쪽. ISBN 978-90-04-10696-3., Hammer, Olav (2004). 《Claiming Knowledge: Strategies of Epistemology from Theosophy to the New Age》. 브릴 (출판사). 62, 174쪽. ISBN 978-90-04-13638-0., and Ellwood, Robert S. (1986). 《Theosophy: A Modern Expression of the Wisdom of the Ages》. Quest Books. 139쪽. ISBN 978-0-8356-0607-3.
276. ↑  크롤리는 크리슈나를 로마 신 디오니소스 및 마법 공식 IAO, AUM 및 INRI와 연관시켰다. 참조: Crowley, Aleister (1991). 《리베르 알레프》. 위저 북스. 71쪽. ISBN 978-0-87728-729-2. and Crowley, Aleister (1980). 《거짓의 책》. 레드 휠즈. 24–25쪽. ISBN 978-0-87728-516-8.
277. ↑  Apiryon, Tau; Apiryon (1995). 《Mystery of Mystery: A Primer of Thelemic Ecclesiastical Gnosticism》. 버클리: 레드 플레임. ISBN 978-0-9712376-1-2.

## 더 읽을 거리
- Brown, Sara Black (2014). 《Krishna, Christians, and Colors: The Socially Binding Influence of Kirtan Singing at a Utah Hare Krishna Festiva》. 《민족음악학》 58. 454–480쪽. doi:10.5406/ethnomusicology.58.3.0454. JSTOR 10.5406/ethnomusicology.58.3.0454.
- Case, Margaret H. (2000). 《Seeing Krishna: The Religious World of a Brahman Family in Vrindavan》. 뉴욕: 옥스퍼드 대학교 출판부. ISBN 0-19-513010-3.
- Crooke, W. (1900년 3월). 《The Legends of Krishna》. 《민속학》 11. 1–42쪽. doi:10.1080/0015587X.1900.9720517. JSTOR 1253142.
- Hudson, Dennis (1980). 《Bathing in Krishna: A Study in Vaiṣṇava Hindu Theology》. 《하버드 신학 평론》 73. 539–566쪽. doi:10.1017/S0017816000002315. JSTOR 1509739. S2CID 162804501.